# 2017年のテレビドラマ (日本)
- 2017年のテレビ (日本) > 2017年のテレビドラマ (日本)

2017年のテレビドラマでは、2017年に日本国内で放送されたテレビドラマについてまとめる。

## 主な動向

### 1月
- 2日
  - テレビ東京系
    - 旧・東京12チャンネル時代の1981年から2016年まで毎年1月2日に放送されていた時代劇『12時間超ワイドドラマ』→『新春ワイド時代劇』に代わる正月ドラマ特番として[1]、2015年10月期に金曜8時のドラマ枠で放送され、好評を博した『釣りバカ日誌〜新入社員 浜崎伝助〜』（やまさき十三原作・北見けんいち作画）が『YAMADA新春ドラマスペシャル 釣りバカ日誌〜新入社員 浜崎伝助〜伊勢志摩で大漁! 初めての出張編』として放送。主人公の「浜崎伝助（ハマちゃん）」役は濱田岳、「鈴木一之助（スーさん）」役は映画版でハマちゃんを演じた西田敏行がそれぞれ演じた[2] ほか、比嘉愛未が、ハマちゃん（濱田）が旅先で出会う憧れの女性役として出演した[3]。
    - 久住昌之原作・松重豊主演のグルメドラマシリーズ『孤独のグルメ』の新春スペシャル版『孤独のグルメお正月スペシャル〜井之頭五郎の長い一日』（23:20 - 翌0:20）を放送。同ドラマの正月スペシャルは前年に続き2回目[4][5]。
- 3日
  - フジテレビ系正月恒例の「新春ドラマスペシャル」、ジャニーズ事務所所属のアイドルグループ・嵐のメンバー・櫻井翔主演の『君に捧げるエンブレム』を放送。
  - TBS系『東京警備指令 ザ・ガードマン』（大映テレビ室製作、1965年 - 1971年）の榊隊員役など、数々のテレビドラマや映画に出演した俳優の神山繁が、この日肺炎のため死去（享年87）[6]。
- 5日 - 読売テレビ制作・日本テレビ系「木曜ドラマ」1月期作品として、誉田哲也原作の超能力ドラマ『増山超能力師事務所』（田中直樹（ココリコ）主演）が放送開始[7]（ - 3月23日）。
- 6日 - 日本テレビ系で2016年3月11日に『金曜ロードSHOW!』枠にて放送され、赤塚不二夫の代表作の実写ドラマ化で好評を博した『天才バカボン 〜家族の絆〜』の第2弾『天才バカボン2』が同枠にて放送。バカボンのパパ役は上田晋也（くりぃむしちゅー）、ママ役は松下奈緒、バカボン役はオカリナ（おかずクラブ）が前作に続いて出演した[8]。
- 6日・13日 - テレビ朝日系で2016年4月期「金曜ナイトドラマ」として放送された林真理子原作・栗山千明主演の『不機嫌な果実』のスペシャル版『不機嫌な果実スペシャル〜3年目の浮気〜』を2夜連続で放送。栗山や市原隼人、高梨臨、稲垣吾郎らに加え山本裕典らも出演[9]。
- 7日
  - テレビ東京系
    - 土曜未明の深夜ドラマ（枠名なし・土曜0:52 - 1:23〈金曜深夜〉）の1月期作品として、ドキュメンタリーテイストで山田孝之主演の『山田孝之のカンヌ映画祭』をこの日から放送開始（ - 3月25日）[10]。
    - 円谷プロ制作の老舗特撮シリーズ「ウルトラシリーズ」の最新作『ウルトラマンゼロ THE CHRONICLE』をこの日から土曜9時枠にて放送開始[11]（ - 7月1日）。
- 8日
  - NHK大河ドラマ第56作『おんな城主 直虎』（森下佳子作）放送開始。主人公・井伊直虎役は柴咲コウが演じる（全50回、 - 12月17日）[12]。
  - フジテレビ系日曜21時枠ドラマ1月期作品として、小雪主演のホームコメディドラマ『大貧乏』が放送開始（ - 3月12日）。小雪は14年ぶりの連続ドラマ主演となる[13]。
- 10日 - 関西テレビ制作・フジテレビ系の火曜21時台のドラマ第2弾となる1月期作品として、2015年1月期に放送され好評を博した草彅剛主演の復讐をテーマにしたドラマ『銭の戦争』（当時は22時枠）のシリーズ第2作となる『嘘の戦争』を放送開始（ - 3月14日）[14]（初回は2時間SP）。
- 11日 - 読売テレビ制作・日本テレビ系にて、篠原涼子が主演し一人二役を演じるスペシャルドラマ『愛を乞うひと』（原作：下田治美。21:00 - 22:54）が放送された。
- 12日
  - テレビ朝日系木曜ドラマ1月期作品として、三浦友和主演のホームドラマ『就活家族〜きっと、うまくいく〜』を放送開始（ - 3月9日）。
  - フジテレビ系木曜劇場1月期作品として、アルフレッド・アドラー原案による刑事ドラマ『嫌われる勇気』（主演：香里奈）を放送開始（ - 3月16日）[15]。
- 13日
  - TBS系金曜ドラマ1月期作品として、阿部サダヲ主演のホームドラマ『下剋上受験』（原作：桜井信一、制作：大映テレビ）を放送開始[16]（ - 3月17日）。
- 14日
  - テレビ東京系「ドラマ24」1月期作品として、遠藤憲一、大杉漣、田口トモロヲ、寺島進、松重豊、光石研らドラマ・映画の名脇役俳優が出演するコメディドラマ『バイプレイヤーズ 〜もしも6人の名脇役がシェアハウスで暮らしたら〜』がこの日（13日深夜）から放送開始（ - 4月1日（3月31日深夜））[17]。
  - 日本テレビ系土曜ドラマ1月期作品として、藤子・F・不二雄原作のファンタジーホームドラマ『スーパーサラリーマン左江内氏』（堤真一、小泉今日子ら出演）を放送開始[18]（ - 3月18日）。
- 15日 - TBS系「日曜劇場」1月期作品として、木村拓哉主演のヒューマンドラマ『A LIFE〜愛しき人〜』を放送開始（ - 3月19日）[19]。
- 17日 - TBS系火曜ドラマ1月期作品として、松たか子主演のラブサスペンスドラマ『カルテット』（脚本：坂元裕二）を放送開始（ - 3月21日）。松は5年ぶりの連続ドラマ主演となる[20]。
- 18日 - 日本テレビ系水曜ドラマ1月期作品として、東村アキコ原作の恋愛ドラマ『東京タラレバ娘』（吉高由里子主演、榮倉奈々、大島優子ら共演）を放送開始[21]（ - 3月22日）。
- 19日 - TBS系テッペン!・水ドラ!!1月期作品として、剛力彩芽主演の恋愛ドラマ『レンタルの恋』を放送開始（ - 3月23日）[22]。
- 20日
  - テレビ朝日系「金曜ナイトドラマ」1月期作品として、鈴木おさむ脚本のラブサスペンスドラマ『奪い愛、冬』（倉科カナ、三浦翔平ら出演）を放送開始（ - 3月3日）。
  - テレビ東京系「金曜8時のドラマ」1月期作品として、有川浩原作のヒューマンドラマ『三匹のおっさん』の第3シリーズ『三匹のおっさん3〜正義の味方、みたび!!〜』（北大路欣也・泉谷しげる・志賀廣太郎トリプル主演）を開始（ - 3月10日）[23]。
- 21日
  - 1974年のNHK大河ドラマ『勝海舟』で病気で途中降板した渡哲也を引き継ぐ形で主役の勝海舟を演じ、或いはテレビ朝日系『名奉行 遠山の金さん』（1988年 - 1996年）の遠山金四郎役や同局系『素浪人 月影兵庫』（2007年）を始めとする数々のテレビ時代劇に主演し、日本テレビ系『天才・たけしの元気が出るテレビ!!』などのバラエティ番組や東映製作の映画などでも活躍した俳優の松方弘樹が、この日脳リンパ腫のため死去（74歳没）[24]。
  - フジテレビ系ドラマ『ショムニシリーズ』の主演を演じたことなどで知られる女優の江角マキコが芸能界引退を決めたことなどをマスコミ各社に送付したFAXで発表[25]。
  - NHK総合にて『精霊の守り人II 悲しき破壊神』（原作：上橋菜穗子、綾瀬はるか主演）放送開始（ - 3月25日）。
- 22日
  - 日本テレビ系
    - 日曜未明（土曜深夜）のドラマ枠にて、木内たつや原作の競泳を題材にしたドラマ『男水!』を放送開始（ - 3月26日）[26]。
    - 「日曜ドラマ」1月期作品として、山口幸三郎原作の推理ドラマ『視覚探偵 日暮旅人』（主演：松坂桃李）を放送開始[27]（ - 3月19日）。

  - テレビ朝日系にて日曜0時35分 - 1時（土曜深夜）枠にドラマ枠を新設し、AKB48および姉妹グループが出演するプロレスを題材にしたドラマ『豆腐プロレス』（主演：宮脇咲良、松井珠理奈）を放送開始（ - 7月2日。朝日放送に限り30分遅れ）[28]。
- 23日
  - （22日深夜）・25日（24日深夜） - 毎日放送・TBS系「ドラマイズム」枠にて、『ホクサイと飯さえあれば』を放送開始[注 1]。主演は映画『君の名は。』ヒロイン・宮水三葉役の声優上白石萌音で、共演は池田エライザ、前田公輝ら[29]。
  - TBS系『月曜名作劇場』はこの日から20:00 - 21:50に枠移動・縮小[30]。渡瀬恒彦主演で人気を博した西村京太郎原作のトラベルミステリードラマ『十津川警部シリーズ』が枠移動後初回放送のこの日、『新・十津川警部シリーズ 伊豆・下田殺人ルート』から「十津川省三」役が渡瀬から内藤剛志に、「亀井定雄」役が伊東四朗から石丸謙二郎にそれぞれ交代するなど“十津川班”のキャスティングを大幅に入れ替えてリニューアル、制作会社も、それまでのテレパックからオスカープロモーションに変更される。
  - フジテレビ系「月9」1月期作品として、宮園いづみ原作・西内まりや主演の恋愛ドラマ『突然ですが、明日結婚します』を放送開始（ - 3月20日）[31]。
- 25日 - 日本テレビの水曜1時29分 - 1時59分（火曜深夜、関東ローカル）枠にて、シェアハウスを舞台とした異色深夜ドラマ『住住』を放送開始（ - 3月28日）。出演はバカリズム（お笑い芸人・脚本家）、二階堂ふみ（女優）、若林正恭（オードリー）[32]。

### 2月
- 1日・8日 - テレビ朝日系の刑事シリーズドラマ『相棒15』（水谷豊・反町隆史主演）で2週連続で前後編となる特別編（第13・14話）を放送。2週とも映画『相棒 -劇場版IV- 首都クライシス 人質は50万人! 特命係 最後の決断』（11日より東映系で公開）への布石となるストーリーを描いており、同シリーズの元レギュラーで今回の映画にも出演している、元・特命係「神戸尊」役の及川光博（俳優・歌手）と鑑識課の「米沢守」役の六角精児（俳優）も出演した[33]。
- 2日 - 1978年のNHK大河ドラマ『黄金の日日』などのプロデュースを手がけ、NHK退局後もテレビ・映画プロデューサーとして活躍していた近藤晋が誤嚥性肺炎のため死去（87歳没）[34]。
- 4日 - 25日 - NHK総合の土曜23時35分枠にて、お笑いトリオ・ネプチューンのメンバー3人が主演のシチュエーションドラマ『空想大河ドラマ 小田信夫』（作：前田司郎）を放送（全4回）[35]。
- 4日 - 東海テレビ制作・フジテレビ系「オトナの土ドラ」枠にて、遠藤周作の同名小説をドラマ化した『真昼の悪魔』（田中麗奈主演）を放送開始（ - 3月25日）[36]。
- 8日 - テレビ東京系『水曜エンタ』の一企画扱いで放送していた『水曜ミステリー9』が終了。なお、『水曜エンタ』自体は3月22日まで放送された。
- 10日 - 日本テレビ系及びWOWOWにて、モンキー・パンチ原作の漫画で、アニメも多数制作された『ルパン三世』の登場キャラクターであり主人公ルパン三世のライバルである警部「銭形幸一」を主人公とした、日本テレビ・WOWOW・huluの3社共同製作によるオリジナルスピンオフドラマ『銭形警部』を制作、第1弾として同日の日本テレビ系『金曜ロードSHOW!』特別企画として放送。主演の銭形役は鈴木亮平が演じ、脇を固める警視庁捜査一課の女性刑事役に前田敦子、同じく若手刑事役に三浦貴大をそれぞれ起用[37]。なお、huluでは日テレ系放送終了後にオリジナル版『銭形警部 深紅の捜査ファイル』（全4話）の独占配信を開始、またWOWOWでは19日より「ドラマW」枠で『銭形警部 漆黒の犯罪ファイル』を放送する（全4話、 - 3月12日）。
- 11日
  - 2015年前期のNHK連続テレビ小説『まれ』をはじめ、テレビ朝日系仮面ライダーシリーズ『仮面ライダーフォーゼ』（2011年9月 - 2012年8月）などのドラマに出演した女優でタレントの清水富美加が、新宗教・幸福の科学の信者であることを明かし、同団体へ“出家”することなどを理由に芸能界から引退する意向を示していたことがこの日報道された[38]。なお同日の『にじいろジーン』は「体調不良」を理由に出演を休んでいた。
  - テレビ東京系の松重豊主演グルメドラマ『孤独のグルメ』（久住昌之原作）の作画を担当したことで知られた漫画家の谷口ジローがこの日、病気のため死去（69歳没）[39]。
- 12日 - テレビ朝日系の老舗特撮シリーズ『スーパー戦隊シリーズ』（東映制作）第41作『宇宙戦隊キュウレンジャー』放送開始（ - 2018年2月4日）。
- 22日・26日 - NHKにて、総合テレビ・BSプレミアム2波連動による推理アクションドラマ『スリル!〜赤の章・黒の章〜』を放送開始。総合テレビで放送の「赤の章」（22日〜 3月15日、水曜22:25 - 23:15枠）は小松菜奈、BSプレミアムで放送の「黒の章」（26日〜 3月19日、プレミアムドラマ枠）は山本耕史がそれぞれ主演を務める（ともに全4回）[40]。
- 22日 - NHKはこの日、2018年前期の連続テレビ小説について、北川悦吏子の脚本による『半分、青い。』に決定したと発表した[41]。
- 26日 - NHK総合にて、前年に有料動画配信サービスNetflixにて配信された、お笑いタレント・又吉直樹（ピース）の小説をドラマ化した『火花』を約45分（最終回のみ50分）に再編集して放送開始[42]（ - 4月30日）。
- 28日 - 2012年度上半期のNHK連続テレビ小説『梅ちゃん先生』主演を始め、数々のテレビドラマや映画に出演した女優の堀北真希がこの日を以て一切の芸能活動から退いたことを所属事務所を通し、マスコミ各社宛への直筆FAXを送付する形にて発表した[43]。

### 3月
- 4日 - TBS系『渡る世間は鬼ばかり』など数多くのテレビドラマや映画などで名脇役として活躍した俳優の井之上隆志が、この日の夕方下咽頭がんのため死去（56歳没）[44]。
- 7日（6日深夜）〜10日（9日深夜） - NHK Eテレの人形劇『ざわざわ森のがんこちゃん』の放送20周年を記念して、がんこちゃんが大人になったという設定を描いた実写ミニドラマ『もしもドラマ がんこちゃんは大学生』がNHK総合にて4夜連続で放送（0:05 - 0:08）。「がんこ」役は二階堂ふみが演じた[45]。
- 7日（6日深夜） - 相楽樹（女優）のドラマ初主演作となる、テレビ東京のシチュエーションドラマ『こんにちは、女優の相楽樹です。』（火曜1時 - 1時30分（月曜深夜）、関東ローカル）を放送開始[46]。
- 7日 - 28日 - 日本テレビ『ネクストブレイク』枠（火曜0時59分-1時29分〈月曜深夜〉、関東ローカル）にて、井田ヒロトの漫画を原作とするドラマ『お前はまだグンマを知らない』（間宮祥太朗主演）を放送（全4回）[47]。
- 14日 - 東映出身でTBS系ドラマ『十津川警部シリーズ』の十津川省三役を始め、数々の映画・テレビドラマに出演した俳優の渡瀬恒彦がこの日に胆嚢がんのため死去（72歳没）[48]。
- 16日 - テレビ朝日系にて、『木曜ミステリー』・『木曜ドラマ』の改編期期末期首での休止期間中の木曜日に不定期放送される『ミステリースペシャル』枠（木曜20:00 - 21:48〈または21:54〉）を開始。第1作は『特殊犯罪課ㆍ花島渉』。
- 17日
  - 日本テレビ系「金曜ロードSHOW!」ドラマ特別企画『北風と太陽の法廷』（主演：波瑠・岡田将生）を放送。
  - NHK総合にてこの日、NHK創作テレビドラマ大賞作品『あなたにドロップキックを』（主演：イモトアヤコ）を放送[49]。
- 18日・19日 - テレビ朝日は渡瀬恒彦（14日死去）の追悼番組として『スペシャルサタデー第2部・渡瀬恒彦さん追悼 おみやさんスペシャル』（18日 12:00 - 14:20、関東ローカル）を放送。また19日は『日曜エンターテインメント・最終回』（20:58 - 23:10）の放送内容を変更して『追悼特別番組 渡瀬恒彦さんを偲んで タクシードライバーの推理日誌32』を放送した[50]。
- 19日 - フジテレビでこの日16:00 - 17:25にスペシャルドラマ『炎の経営者』（高杉良原作）を放送。主人公の八谷泰造（日本触媒創業者）を伊原剛志（俳優）が演じた[51]。
- 20日・21日 - テレビ大阪は渡瀬恒彦の追悼番組として『午後のサスペンス』枠（13:00 - 15:00、関西ローカル）にて、渡瀬主演の『十津川警部シリーズ』（TBS制作、すでに同局での放映権が切れた作品）から「十津川警部シリーズ7 豪華特急トワイライト殺人事件」（20日）、「十津川警部シリーズ5 会津高原殺人事件」（21日）をそれぞれ放送した[52]。
  - 20日 - 4月17日（19日 - 4月16日深夜）・22日 - 4月12日（21日 - 4月11日深夜） - 毎日放送・TBS系「ドラマイズム」枠にて、『笑う招き猫』を放送開始[注 2]。主演は清水富美加で、共演は松井玲奈ら[53]。
- 23日・24日 - NHK総合にて、特集ドラマ『絆〜走れ奇跡の子馬〜』（役所広司主演）を2夜連続放送・24日19:30 - 20:43[54]
- 24日 - フジテレビ系「金曜プレミアム」は当初の予定を変更し、14日死去の俳優・渡瀬恒彦の追悼番組としてこれまで未放送であった『判事失格!? 弁護士夏目連太郎の逆転捜査』（渡瀬恒彦・本仮屋ユイカ出演）に急遽差し替えて放送[55]。
- 25日・26日 - テレビ朝日系にて、アガサ・クリスティの推理小説を日本初映像化したスペシャルドラマ『アガサ・クリスティ そして誰もいなくなった』（仲間由紀恵主演）を2夜連続放送（25日21:00 - 23:06〈『土曜プライム』枠外で放送〉・26日21:00 - 23:10、両日とも20:58 - 21:00に事前枠『今夜のスペシャルドラマ』も別途放送）。なお、テレビ朝日では本作が渡瀬恒彦の生前最後の出演作（遺作）となったことから、番組冒頭で渡瀬を追悼するメッセージテロップを挿入した[55]。
- 26日 - TBS系にて、トヨタ自動車の創業者・豊田章一郎をモデルに、2014年3月に2夜連続で放送され好評を博したスペシャルドラマ『LEADERS リーダーズ』の第2弾『LEADERS II』（21:00 - 23:24）を放送。豊田がモデルの「アイチ自動車」社長「愛知佐一郎」役は前作から引き続き佐藤浩市が演じ、山﨑努、内野聖陽、東出昌大らが共演する他[56]、郷ひろみがアイチのライバルである自動車販売会社の社長役で出演する[57]。
- 27日 - TBS系『月曜名作劇場』にて、14日に死去した渡瀬恒彦の追悼企画として、彼の代表作『十津川警部シリーズ』の第42作で、大分県日田市を舞台とした『九州ひなの国殺人ルート』（『月曜ゴールデン』2009年9月28日放送の60分前拡大版）を再放送（20:00 - 22:54）。なお、当日の同枠では通常放送を予定していたが、当日の放送予定作品『警視庁南平班〜七人の刑事〜10』（村上弘明主演）は5月15日に放送延期となり[58]、同枠の後続となるバラエティー番組『好きか嫌いか言う時間』は急遽休止となった。

### 4月
- 1日・2日（3月31日・4月1日深夜） - テレビ東京系にて両日とも未明に、女性歌手グループのPerfumeの3名初主演、によるドラマ『パンセ』（脚本：木皿泉）を2夜連続で放送した[59]。
- 1日 - NHK連続テレビ小説第95作『べっぴんさん』（NHK大阪放送局制作）がこの日最終回。最終回の平均視聴率は19.8%（ビデオリサーチ調べ、関東地区・世帯・リアルタイム）で、全26週・151回の平均は20.3%（同）だった。連続テレビ小説の全話平均20%台は第93作『あさが来た』（同局制作）から3作連続で記録[60]。なお、同日はNHK大阪ホールにて特別イベント「最終回を見る会」が開催され、イベントにはヒロイン「坂東すみれ」役の芳根京子らが出席した[61]。
- 2日
  - テレビ朝日系にて、森村誠一の代表作をドラマ化したスペシャルドラマ『人間の証明』（21:00 - 23:10）を放送。出演は藤原竜也、鈴木京香ら[62]。
  - NHK BSプレミアムにて、チン・セヨン主演、韓国MBC製作の愛憎ドラマ『オクニョ 運命の女』（全25回）をこの日から放送（ - 9月24日）[63]。
- 3日
  - NHK連続テレビ小説第96作『ひよっこ』（脚本：岡田惠和）放送開始（ - 9月30日）。ヒロイン「谷田部みね子」役は有村架純が務め[64]、ナレーションには元陸上競技選手で、スポーツライターの増田明美が担当[65][注 3]、主題歌は桑田佳祐（サザンオールスターズ）の作詞・作曲・歌唱による「若い広場」[66]。なお、初回視聴率は19.5%、第1週最高は20.1%、平均19.4%（ビデオリサーチ調べ、関東地区・世帯・リアルタイム）を記録[67]。
  - テレビ朝日系にて、月 - 金曜の12:30 - 12:50[68] にシルバー向け帯ドラマ枠『帯ドラマ劇場』（第1期）を新設[69][70]。第1作は倉本聰脚本、石坂浩二主演の『やすらぎの郷』（ - 9月29日[71]）[72][73]。なお、民放における帯ドラマは、東海テレビ制作・フジテレビ系『昼の帯ドラマ』が2016年3月に終了して以来1年ぶりとなる[74]。BS朝日でも4月4日から、毎週月 - 金曜7:40 - 8:00に地上波から1放送日遅れで放送された。地上波での『やすらぎの郷』初回視聴率は8.7%だった（ビデオリサーチ調べ、関東地区・世帯・リアルタイム）[75]。
- 4日 - 関西テレビ（カンテレ）制作・フジテレビ系にて、藤本ハルキの自伝エッセイを原作とするスペシャルドラマ『でも、結婚したいっ!〜BL漫画家のこじらせ婚活記〜』（22:00 - 23:24）が放送。主演は栗山千明が務めた[76]。
- 5日 - テレビ東京のドラマ特別企画として、大沢在昌の同名小説をドラマ化した『冬芽の人』を放送。主演は鈴木京香で、同局系ドラマでは初となる[77]。
- 6日
  - 読売テレビ制作・日本テレビ系「木曜ドラマ」4月期作品として、藤原晶原作・高梨臨主演の恋愛ドラマ『恋がヘタでも生きてます』を放送開始（ - 6月22日）[78]。
  - 鳳啓助との夫婦漫才で一世を風靡し、またTBS系『渡る世間は鬼ばかり』の「本間（神林）常子」役等で知られた、女優・漫才師の京唄子がこの日、肺炎のため死去（89歳没）[79]。
- 8日
  - NHK総合「土曜ドラマ」はこの日より土曜20:15 - 20:45に放送枠を移動。移動後初となる作品は、窪田正孝・北村一輝のW主演、宇田学脚本によるアクションドラマ『4号警備』（全7回）[80]。
  - テレビ朝日系土曜夜の単発枠『土曜プライム』（2016年4月2日 - ）が終了、1年余りの歴史に幕。これに伴い、同枠の一企画扱いで放送していた『土曜ワイド劇場』（単独枠としては、1977年7月2日 - ）も同時終了、『土曜プライム』の一企画扱いになってからも通算して、39年9か月の歴史に幕。なお同日、『土曜ワイド劇場』の最終作品として『西村京太郎トラベルミステリー67 箱根紅葉・登山鉄道の殺意』を放送。主役の警部「十津川省三」役は高橋英樹、相棒の刑事「亀井貞雄」役は高田純次がそれぞれ演じる[81]。
  - テレビ東京系
    - 「ドラマ24」4月期作品として、松重豊主演のグルメドラマシリーズ『孤独のグルメ』の第6シーズンが放送開始（ - 7月1日）[82][83]。
    - 土曜未明の新ドラマ枠「ドラマ25」[注 4]（一部地域除く）の4月期作品として、入江悠の監督・脚本映画をドラマ化した『SRサイタマノラッパー〜マイクの細道〜』（駒木根隆介、水澤紳吾、奥野瑛太ほか出演）を放送開始（ - 6月17日）。

  - 東海テレビ制作・フジテレビ系「オトナの土ドラ」枠にて、東海テレビとWOWOWの共同制作による、貫井徳郎原作のサスペンスドラマ『犯罪症候群』の放送を開始。地上波の「SEASON1」（4月8日 - 5月27日、全8回）の主演は玉山鉄二が務め、WOWOWの「ドラマW」枠の「SEASON2」（6月11日 - 7月2日、全4回）は谷原章介が主演を務めた[84][85]。
- 9日
  - テレビ東京系4月期「土曜ドラマ24」、中丸雄一（KAT-TUN）主演の探偵ドラマ『マッサージ探偵ジョー』を放送開始（ - 6月25日）[86]。
  - テレビ朝日系
    - 前日の『土曜プライム』（同枠の一企画扱いに降格済みの『土曜ワイド劇場』も）終了に伴い、『土プラ』の一企画扱いで放送していた『土ワイ』およびそれに非該当の『土プラ』のドラマ作品は、この日から毎週日曜日10時 - 11時50分として新設される、2時間ドラマ枠『日曜ワイド』で放送[87]。また、同新枠では新作のみならず、過去作品についても放送していく[88]。
    - 今野敏の代表作『エチュード』をドラマ化したスペシャルドラマ『警部補・碓氷弘一〜殺しのエチュード〜』（21:00 - 23:10）を放送。出演はユースケ・サンタマリア、相武紗季ほか。
- 11日 - フジテレビ系・関西テレビ制作・火曜9時枠の4月期作品として、小栗旬主演の警察ドラマ『CRISIS 公安機動捜査隊特捜班』を放送開始（ - 6月23日）[89]。
- 12日
  - テレビ東京系のドラマ特別企画として、吉村昭の同名小説を原作とし、ビートたけしが主演を務める『破獄』を放送。同作品は1985年にNHK総合で緒形拳主演でドラマ化されており、32年ぶりに再ドラマ化された[90]。
  - 日本テレビ系「水曜ドラマ」4月期作品として、沢尻エリカ主演のヒューマンドラマ『母になる』を放送開始（ - 6月14日）[91]。
  - 「水曜21時枠刑事ドラマ」4月期作品として、渡瀬恒彦、井ノ原快彦（20th Century）出演の刑事ドラマシリーズ『警視庁捜査一課9係 season12』を放送開始。このシーズンより新レギュラーとして竹中直人が法医学者役で出演（ - 6月7日）[92]。なお、3月14日に主演である渡瀬が死去したが、テレビ朝日の発表では第1話と第2話は井ノ原を主演に撮影済み、第3話以降も渡瀬の代役を立てずに台本を修正して対応するため、放送予定に変更はないとした[93]。
- 13日
  - 日本テレビにて、夜神里奈の漫画を原作とするラブコメディー『兄に愛されすぎて困ってます』を放送開始（全5話）。主人公「橘せとか」役を土屋太鳳、主人公の兄「橘はるか」役を片寄涼太（GENERATIONS from EXILE TRIBE）がそれぞれ演じるほか、共演に千葉雄大ら[94]。
  - 「木曜ミステリー」4月期作品として、前年4月期に放送され好評を博した、内藤剛志主演の刑事ドラマ『警視庁・捜査一課長 season2』の放送を開始（ - 6月22日）[95]。
  - フジテレビ系「木曜劇場」4月期作品として、大久保ヒロミ原作・桐谷美玲主演の職業ドラマ『人は見た目が100パーセント』を放送開始（ - 6月15日）[96]。
- 14日
  - テレビ東京にて金曜1時 - 1時30分（木曜深夜）に新ドラマ枠として、同局とNetflixの共同制作による「木ドラ25」を新設、第1作として、青野春秋の漫画を原作とする『100万円の女たち』をこの日未明（13日深夜）から放送開始。主演はロックバンド・RADWIMPSの野田洋次郎（ - 6月30日）[97]。
  - TBS系「金曜ドラマ」4月期作品として、湊かなえ原作・藤原竜也、戸田恵梨香出演のサスペンスドラマ『リバース』を放送開始（ - 6月16日）[98]。
  - NHK総合「ドラマ10」4月期作品として、小川糸の小説を原作とし、多部未華子主演による『ツバキ文具店〜鎌倉代書屋物語〜』を放送開始（全8回、 - 6月2日）。
- 14日・16日 - 読売テレビ制作・日本テレビ系（一部地域除く）にて、バカリズム（お笑い芸人・脚本家）の著書を原作とするドラマ『架空OL日記』を放送開始。なお、同作品はTVer・huluでも配信を行う[99]。
- 15日 - 日本テレビ系「土曜ドラマ」4月期作品、且つ22時枠移動後最初の作品として、亀梨和也（KAT-TUN）と山下智久の共演による恋愛ドラマ『ボク、運命の人です。』を放送開始。亀梨と山下による共演は『野ブタ。をプロデュース』（2005年10月期）以来約12年ぶりで、主題歌も2人によるユニット「亀と山P」が歌う「背中越しのチャンス」を起用（ - 6月17日）[100]。
- 15日・16日 - フジテレビ系にて、山崎豊子の小説を原作とし、松嶋菜々子が主演するスペシャルドラマ『女の勲章』を2夜連続で放送[101]。
- 16日 - TBS系「日曜劇場」4月期作品として、長谷川博己主演の警察ドラマ『小さな巨人』を放送開始（ - 6月18日）[102]。
- 17日
  - （16日深夜）・19日（18日深夜） - 毎日放送・TBS系「ドラマイズム」枠にて、『ファイナルファンタジーXIV 光のお父さん』を放送開始[注 5]。主演は千葉雄大で、共演は大杉漣、石野真子ら[103]。
  - フジテレビ系「月9」4月期作品として、相葉雅紀（嵐）主演の推理ドラマ『貴族探偵』を放送開始。共演は武井咲、仲間由紀恵、中山美穂、松重豊らで、「月9」の30周年記念ドラマとして制作（ - 6月26日）[104][注 6]。
- 18日 - TBS系「火曜ドラマ」4月期作品として、いくえみ綾原作・波瑠主演の恋愛・不倫ドラマ『あなたのことはそれほど』を放送開始（ - 6月20日）[105]。
- 19日 - TBS系（一部地域除く）「水ドラ!!」はこの日から放送時間を毎週水曜23:56 - 翌0:26に繰り上げとし、4月期作品として堀井新太主演『3人のパパ』を放送開始（ - 6月21日）[106]。
- 20日 - テレビ朝日系「木曜ドラマ」4月期作品として、2014年1月期に放送され好評を博した天海祐希主演の刑事ドラマ『緊急取調室』の第2シリーズを放送開始（ - 6月20日）[107]。
- 21日
  - テレビ東京系4月期「金曜8時のドラマ」、濱田岳主演の『釣りバカ日誌〜新入社員 浜崎伝助〜』の第2シリーズ『釣りバカ日誌 Season2 新米社員 浜崎伝助』を放送開始（ - 6月16日）。1月2日の新春スペシャルに続き、濱田の他、西田敏行、広瀬アリス、吹越満ら御馴染のメンバー[108] に加え、浦井健治が新たにレギュラーに加わる[109]
  - テレビ朝日系「金曜ナイトドラマ」4月期作品として、剛力彩芽主演・西荻弓絵脚本による、女子刑務所を舞台としたヒューマンコメディ『女囚セブン』が放送開始（ - 6月9日）。共演に梶芽衣子、高嶋政伸、池内万作、内藤理沙ら[110][111]。
- 23日
  - フジテレビ系「日曜21時枠ドラマ」4月期作品として、太田紫織原作・観月ありさ主演の推理ドラマ『櫻子さんの足下には死体が埋まっている』を放送開始（ - 6月25日）[112]。
  - 日本テレビ系「日曜ドラマ」4月期作品として、綾野剛主演のサスペンスラブストーリー『フランケンシュタインの恋』を放送開始（ - 6月25日）[113]。
- 25日 - 29日（24日 - 28日深夜） - フジテレビにて、29日公開の映画『帝一の國』のスピンオフドラマ『帝一の國〜学生街の喫茶店〜』（関東ローカル）が5夜連続で放送された[114]。
- 29日・5月6日 - NHK BSプレミアムにて、1日に終了した連続テレビ小説『べっぴんさん』（NHK大阪放送局制作）のスピンオフドラマを2週に亘り放送[115]。29日は『恋する百貨店』（19:00 - 19:59）、5月6日は『忘れられない忘れ物〜ヨーソローの一日〜』（19:00 - 19:59）[116] をそれぞれ放送。前者は、第17週で明らかにされた「大急百貨店」の営業主任・小山（夙川アトム）と「キアリス」の売り子・悦子（滝裕可里）の結婚の裏にある純愛物語を描く。後者は、本編で語られなかった、5本のアナザーストーリーで構成されたオムニバスドラマで、ヒロイン「坂東すみれ」（芳根京子）がストーリーテラーを務めた[117]。
- 29日 - フジテレビ系「土曜プレミアム」にて、タモリがストーリーテラーを務める怪奇オムニバスドラマ『世にも奇妙な物語'17春の特別編』を放送。菅田将暉主演の「カメレオン俳優」、永作博美主演の「一本足りない」など4本に加え、短編企画として「ショートショート」3本（滝藤賢一、カズレーザーほか出演）、計7本が放送された[118]。

### 5月
- 1日（4月30日深夜） - テレビ朝日系（関東ほか一部地域のみ）月曜0:40 - 1:10（日曜深夜）に新設の深夜ドラマ枠（枠名なし）にて、秋元康企画原案・渡辺麻友（AKB48）主演の恋愛ラブコメディ『サヨナラ、えなりくん[119]』が放送開始（ - 7月3日）[注 7]。
- 4日 - NHK連続テレビ小説『べっぴんさん』の総集編をこの日、NHK総合にて放送。前編[注 8] は、放送中の『ひよっこ』（第5週・第28回）本放送終了直後の8:15 - 9:43、後編は9:50 - 11:18の枠でそれぞれ放送。また同日夜にはNHKラジオ第1にて、同作品のスピンオフであり、且つ連続テレビ小説のスピンオフとしては初のラジオドラマ『たまご焼き同盟』（22:10 - 23:00）を放送。ラジオドラマには芳根京子、土村芳、百田夏菜子（ももいろクローバーZ）、滝裕可里ほか、同ドラマのキャストが出演した[60][115]。
- 6日・26日(25日深夜) - テレビ東京系で放送の2番組（『釣りバカ日誌 season2』『孤独のグルメ season6』）がコラボを実施。『釣りバカ〜』は26日放送の第6話に『孤独の〜』主演の松重豊（井之頭五郎役）、『孤独の〜』は6日放送の第5話に『釣りバカ〜』主演の濱田岳（浜崎伝助役）がそれぞれ、ドラマの役柄で相互出演[123]。
- 10日 - テレビ東京のドラマ特別企画として、松本清張原作・村上弘明主演による『誤差』を放送。同作品は1962年にNHK総合でドラマ化され、今回55年ぶりに再ドラマ化された[124]。
- 12日 - フジテレビ系「金曜プレミアム」にて、市原悦子主演の人気シリーズ『おばさんデカ 桜乙女の事件帖』シリーズの第15作目で、10年ぶり新作にして最終作となる『さよなら!おばさんデカ 桜乙女の事件帖 ザ・ラスト』（共演は蛭子能収、石橋蓮司、布川敏和ら）が放送され[125][注 9]、同シリーズはこれで中断期間を挟み23年の歴史に幕。
- 13日 - NHK総合、土曜夕方の旧「土曜時代劇」から一新した新ドラマ枠『土曜時代ドラマ』を新設。その第1作として、高田郁作の人気時代小説を原作とする『みをつくし料理帖』を放送開始（全8回、 - 7月8日）。脚本は藤本有紀が手掛け、主演は黒木華が務める[126][注 10]。
- 18日（17日深夜） - 日本テレビの木曜0:59 - 1:29（水曜深夜）枠（関東ローカル）にて、秋元康企画原案・アイドルグループ欅坂46主演による学園ミステリードラマ『残酷な観客達』を放送開始（全10回、 - 7月20日）[127]。欅坂46のドラマ主演は前年7月期にテレビ東京系「土曜ドラマ24」枠で放送された『徳山大五郎を誰が殺したか?』に続き2作目。
- 19日 - NHK平成29年度後期連続テレビ小説『わろてんか』（NHK大阪放送局制作、10月2日開始予定）がこの日、京都・東寺にてクランクイン[128]。
- 26日 - 日本テレビ系「水曜ドラマ」枠で前年7月期に放送され好評を博した、北川景子主演の不動産会社を舞台としたヒューマンドラマ『家売るオンナ』の続編で、前作の2年後を描いたスペシャルドラマ『帰ってきた家売るオンナ』がこの日『金曜ロードSHOW!』ドラマ特別企画として放送した[129][注 11]。
- 31日 - 1985年に放送されたNHK大河ドラマ『春の波濤』（主演：松坂慶子）の原作である『冥府回廊』『マダム貞奴』を著した小説家で文化勲章受章者の杉本苑子がこの日、静岡県熱海市の自宅で老衰のため死去（91歳没）[130]。

### 6月
- 1日 - NHK BSプレミアム木曜23時枠にて、本田晴己の小説を原作とした恋愛ドラマ『ソースさんの恋』（ミムラ・千葉雄大ダブル主演）を放送開始（全8回、 - 7月20日）。
- 2日 - テレビ朝日系『帯ドラマ劇場・やすらぎの郷』に出演中だった俳優のHが、覚醒剤取締法違反（所持）容疑で警視庁築地署により現行犯逮捕され、翌3日、所属事務所から解雇された[131]。同局は4日、Hが同ドラマを降板、収録済未放送分については編集の上H出演部分をカットし対応することを発表した[132]。
- 3日 - 東海テレビ制作・フジテレビ系「オトナの土ドラ」枠にて、石田ひかり・今井翼出演による恋愛サスペンスドラマ『屋根裏の恋人』を放送開始（全8回、 - 7月22日）[133]。なお、同ドラマにはこの他、高畑淳子が主人公の義母のベリーダンス講師役で出演、また高畑にとっては前年の長男の不祥事後初の民放連続ドラマ出演となる[134]。
- 5日・7日 - MBS制作・TBSほか「ドラマイズム」枠にて、本郷奏多主演による『怪獣倶楽部〜空想特撮青春記〜』を放送開始（前者はMBS（4日深夜）、後者はTBS（6日深夜）、 - 6月26日 、6月28日）[135]。
- 7日 - NHK Eテレ水曜19:25 - 19:55の少年少女向け海外ドラマ枠にて『ゲームシェイカーズ』（2015年 アメリカ合衆国、全25回）放送開始（ - 11月）[136]。
- 8日 - 俳優のKが9日発売の『FRIDAY』（講談社）で、17歳女子高生との飲酒および淫行行為が報じられ、所属事務所が小出の無期限活動停止を発表（K本人も事実と認め文書で謝罪）[137] したことを受け、NHKは同日、10日から総合テレビで放送予定だったK主演の「土曜ドラマ」『神様からひと言〜なにわ お客様相談室物語〜』（全6回）の放送中止を決定。また、日本テレビも、Kが出演予定だった、7月放送開始予定の日曜ドラマ『愛してたって、秘密はある。』について、Kの降板を発表[注 12]、公式サイトからKの写真および名前を削除した[138]。なお、NHK総合「土曜ドラマ」枠は代替として『幕末グルメ ブシメシ!』（瀬戸康史主演、全6回）[注 13] が10日から7月15日まで放送された[139]。
- 13日 - 元NHKアナウンサー（1958年入局、1992年にフリーとなる）で俳優千葉真一の元妻であり、TBS系で放送されたアクションドラマ『キイハンター』（東映制作）、フジテレビ系の時代劇『大盗賊』、TBS系金曜ドラマ『ずっとあなたが好きだった』や『誰にも言えない』等といった数多くのドラマに出演し、放送中のテレビ朝日系『帯ドラマ劇場・やすらぎの郷』に出演中だった女優の野際陽子がこの日、肺腺癌のため死去（享年81）[140]。
- 16日 - テレビ朝日系ではこの日、野際陽子の遺作となった『帯ドラマ劇場・やすらぎの郷』（第11週・第55話）の番組冒頭で「6月13日、野際陽子さんがお亡くなりになりました。心よりご冥福をお祈り申し上げます」と、野際を追悼するの旨のテロップを表示した[141]。
- 18日 - テレビ朝日系ではこの日の『日曜ワイド』を当初予定の『司法教官・穂高美子6』から、『特別編 追悼特別番組 野際陽子さんを偲んで』にラインナップ変更。同番組では『旅の香り 時の遊び』（旅番組であり、ドラマではない。）および『DOCTORS3〜最強の名医〜』（2015年1月期「木曜ドラマ」枠で放送）の最終回を再放送した[142]。
- 19日 - この日放送のTBS系『月曜名作劇場』は予定を変更し、13日に死去した野際陽子の追悼企画として、2005年11月14日に『月曜ミステリー劇場』枠で放送された、野際主演の『弁護士二重丸承子』を再放送した。
- 20日（19日深夜） - 日本テレビが火曜0:59 - 1:29（月曜深夜）に新設枠「シンドラ」をこの日から立ち上げる。第1弾は岩岡ヒサエの漫画を原作とし、Hey! Say! JUMPメンバーの有岡大貴、髙木雄也、八乙女光のトリプル主演によるロボットコメディドラマ『孤食ロボット』（話数未定）を放送開始[143]。
- 21日 - NHK BSプレミアムにて、石原裕次郎の没後30年記念特集（17日・21日〜24日）の一環として、石原プロモーションが制作、テレビ朝日系で放送された刑事シリーズドラマ『西部警察 PART-III』の最終回「さよなら西部警察 大門死す! 男達よ永遠（とわ）に…」を完全再放送する[144]。

### 7月
- 2日・9日 - 日本テレビ系「日曜ドラマ」枠で前年4月期に放送され好評を博した、宮藤官九郎脚本・岡田将生、松坂桃李、柳楽優弥主演のヒューマンドラマ『ゆとりですがなにか』のその後を描いたスペシャルドラマ『ゆとりですがなにか 純米吟醸純情編』を同枠放送時間帯に同枠外で2週連続放送[145]。
- 3日・5日（2日深夜・4日深夜） - 毎日放送制作・TBSほか「ドラマイズム」枠にて、飯豊まりえと武田玲奈のW主演による『マジで航海してます。』を放送開始（前者は毎日放送、後者はTBS、- 7月31日 、8月2日）[146]。
- 6日 - 読売テレビ制作・日本テレビ系「木曜ドラマ」の7月期作品として、鈴木おさむ企画原案・伊藤淳史主演のSFヒューマンドラマ『脳にスマホが埋められた!』を放送開始（ - 9月14日）。共演は新川優愛、安藤なつ（メイプル超合金）ら[147]。
- 8日
  - 日本テレビ系「土曜ドラマ」の7月期作品として、錦戸亮（関ジャニ∞）主演のホームドラマ『ウチの夫は仕事ができない』を放送開始（ - 9月16日）[148]。共演は松岡茉優ら[149]。
  - テレビ東京系にて、円谷プロ制作「ウルトラシリーズ」の最新作『ウルトラマンジード』をこの日から土曜9時枠にて放送開始（ - 12月23日）。
- 8日〜22日 - NHK BSプレミアムにて、名探偵シャーロック・ホームズを主人公とする イギリスBBC製作の推理ドラマ『SHERLOCK 4』を3夜連続で放送（22:00 - 22:30）。なお、第1週目となる8日は放送に先駆け『今夜はシャーロックナイト!』と題した関連特別番組（19:00 - 22:00）を放送した。
- 9日
  - （8日深夜）テレビ東京系「土曜ドラマ24」の7月期作品として、栗山圭介原作・永山絢斗と大森南朋W主演の人情グルメドラマ『居酒屋ふじ』を放送開始（ - 9月24日）[150]。
  - TBS系「日曜劇場」の7月期作品として、2004年に韓国のKBSでソ・ジソブ主演により放送されたテレビドラマを原作とし、舞台設定を日本に置き換えた『ごめん、愛してる』を制作・放送開始（ - 9月17日）。主演は長瀬智也（TOKIO）で、共演に吉岡里帆、坂口健太郎ら[151]。
  - フジテレビ系日曜9時枠の7月期かつ最終作品として、大倉崇裕の小説を原作とし、渡部篤郎と橋本環奈がダブル主演を務めるポリスコメディー『警視庁いきもの係』を放送開始（ - 9月10日）[152]。
- 10日 - フジテレビのCS放送「フジテレビONE TWO NEXT」主催による、高校生によるドラマコンテスト「第4回ドラマ甲子園」の受賞者がこの日発表され、東京都在住の高校2年生の女子生徒による作品が大賞に選出された[153]。
- 12日
  - テレビ朝日系「水曜21時刑事ドラマ」の7月期作品として、東山紀之主演のシリーズ第3作『刑事7人 season3』を放送開始（ - 9月13日）。
  - 日本テレビ系「水曜ドラマ」の7月期作品として、遊川和彦脚本・高畑充希主演のホーム恋愛ドラマ『過保護のカホコ』を放送開始（ - 9月13日）。高畑は本作が民放の連続ドラマ初主演となる。共演に黒木瞳、竹内涼真、時任三郎ら[154]。
- 13日
  - テレビ朝日系「木曜ミステリー」の7月期作品として、上川隆也主演の刑事ドラマシリーズ『遺留捜査』（第4シリーズ）を放送開始。今シリーズでは舞台を警視庁から京都府警に移す（ - 9月14日）[155]。
  - フジテレビ系「木曜劇場」の7月期作品として、唯川恵の小説を原作とする、真木よう子主演のヒューマンドラマ『セシルのもくろみ』を放送開始（ - 9月7日）。共演に吉瀬美智子、長谷川京子、板谷由夏、伊藤歩ら[156]。
- 14日
  - テレビ東京系「木ドラ25」（金曜1:00 - 1:30、木曜深夜）の7月期作品として、萩原天晴の漫画を原作とする『さぼリーマン甘太朗』を放送開始。主演は歌舞伎俳優・尾上松也。
  - TBS系「金曜ドラマ」の7月期作品として、弘兼憲史が1980年代に発表した推理漫画『ハロー張りネズミ』を瑛太主演で実写ドラマ化・放送開始（ - 9月15日）。共演は深田恭子、森田剛（V6）、山口智子ほか[157]。
- 15日 - NHK総合「土曜時代ドラマ」第2作として、獅子文六作の小説を原作とする『悦ちゃん』を放送開始（全8回、 - 9月16日）。脚本は櫻井剛が手掛け、主演はNHKの連続ドラマ初主演となるユースケ・サンタマリアが務める。
- 16日 - 日本テレビ系「日曜ドラマ」の7月期作品として、秋元康原案・福士蒼汰主演のサスペンスドラマ『愛してたって、秘密はある。』を放送開始（ - 9月17日）。秋元がAKB48関連以外のドラマを手掛けるのは、2005年にテレビ朝日系で放送された『着信アリ』以来約12年ぶり。共演は川口春奈ほか[158]。
- 17日  - フジテレビ系「月9」の7月期作品として2010年1月期以来7年ぶりとなる『コード・ブルー -ドクターヘリ緊急救命- 3rd season』を放送開始（ - 9月18日）。山下智久、比嘉愛未、戸田恵梨香、新垣結衣らが前作に引き続いて出演する[159]。
- 18日〜21日（17 - 20日各深夜）、日本テレビでは21日の『ぼくらの勇気 未満都市2017』（後述）の放送に先駆け、同ドラマの事前特集番組を4夜連続で放送。1997年放送の『ぼくらの勇気 未満都市』全10話をまとめたダイジェスト版のほか、主演のKinKi Kids（堂本光一・堂本剛）のインタビューやメイキング映像などをおくる[160]。
- 18日
  - 関西テレビ制作・フジテレビ系「火曜9時枠連続ドラマ」の7月期作品として、金城宗幸原作・荒木光作画の漫画を原作とする、窪田正孝主演のサスペンスドラマ『僕たちがやりました』を放送開始（ - 9月19日）[161]。
  - TBS系「火曜ドラマ」の7月期作品として、深谷かほるの漫画を原作とする、渡辺直美主演のホームコメディドラマ『カンナさーん!』を放送開始（ - 9月19日）。渡辺はゴールデン・プライム帯での連続ドラマ初主演となる[162]。共演は要潤、斉藤由貴、山口紗弥加ほか。
- 19日
  - TBS系（一部地域除く。）「水ドラ!!」の7月期作品かつ最終作品として、古谷実の漫画を原作とする、有田哲平（くりぃむしちゅー）主演のサスペンスラブコメディー『わにとかげぎす』を放送開始（ - 9月27日）。有田は本作が連続ドラマ初主演となる。共演は本田翼ほか[163]。
  - 【訃報】日本を代表する大作曲家たる服部良一（1993年没）で修行を積み、独立後は帝国劇場ミュージカル専属の指揮者などを務め、日本コロムビアやキングレコードの専属作曲家として活動。テレビドラマでは宣弘社プロダクション制作の『月光仮面』（1958年、KR-TV〈現在のTBSテレビ〉）、『快傑ハリマオ』（1960年、日本テレビ）などのテーマ曲の作曲を手掛けたことで知られた作曲家の小川寛興がこの日、多発性脳梗塞のために死去（92歳没）[164]。
- 20日 - テレビ朝日系「木曜ドラマ」の7月期作品として、松本清張の代表作『黒革の手帖』を武井咲主演によりドラマ化。同作は2004年10月期に武井の事務所の先輩である米倉涼子の主演により同じ木曜ドラマ枠で放送され、13年ぶりに新作が制作される（ - 9月14日）[165]。
- 21日
  - 日本テレビ系「土曜グランド劇場」（現：「土曜ドラマ」）枠で1997年10月期に放送された堤幸彦演出、堂本光一・堂本剛（KinKi Kids）主演のSF青春ドラマ『ぼくらの勇気 未満都市』の20年後を描いたスペシャルドラマ『ぼくらの勇気 未満都市2017』がKinKi Kidsのデビュー20周年記念企画として『金曜ロードSHOW!』枠で放送[166]。
  - テレビ東京系「金曜8時のドラマ」の7月期作品として、小泉孝太郎主演により前年1月期に放送された刑事ドラマシリーズ『警視庁ゼロ係〜生活安全課なんでも相談室〜 SECOND SEASON』を放送開始（ - 9月15日）。共演は松下由樹ほか[167]。
- 22日
  - テレビ東京系（21日深夜）
    - 「ドラマ24」の7月期作品として、東京・下北沢を拠点に活動する劇作家11人の書き下ろしによるオムニバス形式のコメディードラマ『下北沢ダイハード』を放送開始（ - 9月30日（29日深夜））。案内役は古田新太と小池栄子が務める[168]。
    - 「ドラマ25」の7月期作品として、『デッドストック 未知への挑戦』（村上虹郎ほか出演）を放送開始。
- 24日〜27日 - NHK Eテレにて、アジア各国で製作された子供向けドラマを特集する夏休み恒例、13回目となる『ABUアジア子どもドラマシリーズ2017』を4日連続で放送（9:20 - 9:55[169]）。
- 28日 - テレビ朝日系「金曜ナイトドラマ」の7月期作品として、加藤山羊原作・矢樹純作画の漫画を原作とする、山崎育三郎主演の恋愛コメディドラマ『あいの結婚相談所』を放送開始（ - 9月1日）。山崎は本作が連続ドラマ初主演となる。共演は高梨臨ほか[170]。
- 30日 - NHK総合日曜23時台の海外ドラマ枠では、ジェナ・ルイーズ・コールマン主演、イギリスITV製作の『女王ヴィクトリア 愛に生きる』（原題：Victoria (TV series)）を放送開始（第1回は放送時間を翌0:10までの70分枠に拡大）。日本語版では主役の大英帝国：ヴィクトリア女王を演じるコールマンの吹き替え（アテレコ）担当に女優の蓮佛美沙子を起用[171]。

### 8月
- 1日 - 『颱風とざくろ』（日本テレビ、1969年）、『大江戸捜査網』（東京12チャンネル、1970年）などのテレビドラマの演出を手掛け、日活で数々の映画のメガホンを執った映画監督の西村昭五郎がこの日、肺炎のため死去（87歳没）[172]。
- 1日・5日 - NHK広島放送局制作で、広島市立基町高等学校の生徒と広島原爆被爆体験証言者による「原爆の絵」の取組を題材にした『ヒロシマ8.6ドラマ・ふたりのキャンバス』をNHK総合で放送。出演は小芝風花、近藤正臣ら。1日には中国5県（19:30 - 20:43）、5日には全国（15:05 - 16:18）(一部を除く。)にてそれぞれ放送された。
- 3日（2日深夜） - フジテレビにて、松本渚の漫画を原作とした『将棋めし』を木曜未明（水曜深夜）に放送開始（全8回）。主人公・峠なゆたを演じる内田理央は、これが連続ドラマ初主演となる[173]。
- 4日 - NHK BSプレミアム「BS時代劇」にて、中村梅雀主演のシリーズ第2作となる『伝七捕物帳2』を放送開始（全8回）[174]。
- 5日 - 東海テレビ制作・フジテレビ系「オトナの土ドラ」の8月期作品として、乃南アサの小説を原作とした、志田未来主演のヒューマンサスペンスドラマ『ウツボカズラの夢』を放送開始（ - 9月23日）[175]。
- 7日 - TBS&円谷プロダクション制作の特撮テレビ映画『ウルトラQ』『ウルトラマン』にて、登場怪獣（古代怪獣ゴメス、えりまき恐竜ジラースなど）のスーツアクターなどを担当した俳優・スタントマンの中島春雄がこの日、肺炎のため死去（88歳没）[176]。
- 8日 - TBS系『水戸黄門』『大岡越前』など時代劇を中心に脇役で活躍した俳優の出光元がこの日、肺腺がんのため死去（82歳没）[177]。
- 12日
  - NHK総合「土曜ドラマスペシャル」にて、戦前戦後のプロ野球で活躍した投手・野口二郎を題材とした野球ドラマ『1942年のプレイボール』を放送。主人公・二郎役を太賀が演じる他、勝地涼、忽那汐里らが共演[178]。
  - NHK BSプレミアムにて、終戦後の沖縄返還のため奔走した外交官・千葉一夫を題材としたスペシャルドラマ『返還交渉人 〜いつか、沖縄を取り戻す〜』を放送。主人公・千葉役を井浦新、妻役に戸田菜穂が演じる他、尾美としのり、佐野史郎、大杉漣、石橋蓮司らが共演[179]。
- 16日・21日（15日深夜・20日深夜） - 毎日放送制作・TBSほか「ドラマイズム」枠にて、木村文乃主演による『伊藤くん A to E』を放送開始（前者はTBS、後者は毎日放送。 - 9月）[180]。
- 17日 - NHK連続テレビ小説『藍より青く』（1972年）、NHK『男たちの旅路』（1976年）、TBS系『ふぞろいの林檎たち』シリーズ（1983年〜）などを手掛けた脚本家の山田太一が、2017年1月に脳卒中で倒れ、その後遺症などで「もう原稿が書けない」として脚本家として事実上の引退となる断筆宣言をしたことがこの日、明らかとなった[181]。
- 19日 - フジテレビ系「土曜プレミアム」にて、稲垣吾郎（元SMAP）ナビゲートによる夏恒例のホラードラマスペシャル第18弾『ほんとにあった怖い話〜夏の特別編2017〜』が放送された（こちらも参照）。
- 23日 - テレビ東京系にて、2011年1月期に月曜10時枠（現在は廃枠）で放送された斎藤工主演の医療ドラマのスペシャル版『最上の命医 2017』を放送（21:00 - 22:54）。
- 26日 - 日本テレビ系『24時間テレビ40 「愛は地球を救う」』内のスペシャルドラマとして、作詞家・阿久悠（1937年 - 2007年）の生涯を描いた『時代をつくった男 阿久悠物語』を放送（21:18 - 23:18）。阿久（深田公之）を亀梨和也（KAT-TUN）、その妻を松下奈緒、阿久とのコンビで様々なヒット曲を世に送り出した作曲家・都倉俊一を加藤シゲアキ（NEWS）がそれぞれ演じた[182]。同ドラマの平均視聴率は25.6%（ビデオリサーチ調べ、関東地区・世帯・リアルタイム）を記録[183]。
- 28日 - TBS系「月曜名作劇場」にてドラマ特別企画として、石井ふく子プロデュース・水谷豊主演のスペシャルドラマ第6作目となる『居酒屋もへじ〜ありがとう 父ちゃん〜』を放送。
- 29日 - この日早朝に朝鮮民主主義人民共和国（北朝鮮）がミサイルとみられる飛翔体を発射したのを受け、NHK・民放各局でこの日朝に北朝鮮ミサイル発射関連の緊急ニュースを放送した関係上、NHK総合では連続テレビ小説『ひよっこ』の放送日程に変更が生じた。

### 9月
- 2日 - NHK土曜ドラマは、小松政夫（コメディアン）の自伝的エッセイ『のぼせもんやけん』を原案として『植木等とのぼせもん』を放送開始（全8回、 - 10月21日）。脚本は向井康介が担当し、山本耕史が植木等、志尊淳が小松[184]、山本彩（当時NMB48）が園まり、中川翔子が伊東ゆかり、鈴木愛理が奥村チヨ役をそれぞれ演じた[185]。
- 3日
  - テレビ朝日系の老舗特撮シリーズ『平成仮面ライダーシリーズ』（東映制作）第19作『仮面ライダービルド』放送開始（ - 2018年8月26日）。9月いっぱい（ - 24日）は旧来の日曜8時 - 8時30分枠で放送していたが、10月以降は後述の通り9時枠へ移動した[186]。
  - NHK BSプレミアム「プレミアムドラマ」にて、原田泰造主演の『全力失踪』を放送開始（全8回、 - 10月22日）。
- 8日 - NHK総合「ドラマ10」にて、大森美香作・竹野内豊主演の『この声をきみに』を放送開始（全8回、- 10月27日）。竹野内はこれがNHKドラマ初主演[187]。
- 9日 - フジテレビ系、恒例の長時間特番『FNS27時間テレビ2017 にほんのれきし』において、バカリズム（お笑い芸人・脚本家）が脚本を手掛ける、戦国時代・幕末を舞台としたスペシャルドラマを放送。1本は金ヶ崎の戦いを題材とした『僕の金ヶ崎』、もう1本は幕末の動乱を描く『私たちの薩長同盟』を放送した[188][注 14]。
- 10日 - フジテレビ系「日曜9時枠の連続ドラマ」枠が視聴率不振を理由に、当時放送中の7月期作品『警視庁いきもの係』の最終回放送をもって、前年4月期から3年ぶりに再開するも1年半と6作品で再度撤退[189]。なお、同日は『FNS27時間テレビ』のため30分遅れ（21:30 - 22:24）での放送となった。
- 15日 - テレビ東京系にて、浅田次郎の小説を原作とするスペシャルドラマ『琥珀』（西田敏行主演）を放送（21:00 - 22:54）[190]。
- 15日・12月24日 - BS朝日にて、海老沢泰久作の小説を原作とする時代劇スペシャルドラマ『無用庵隠居修行』（水谷豊主演）を放送（19:00 - 20:54）。なお、同作は12月24日にテレビ朝日系『日曜ワイド』枠で地上波でも放送される。
- 16日 - NHK総合にて、国際共同制作ドラマ『OH LUCY!』（平栁敦子脚本、寺島しのぶ主演）を放送（21:00 - 22:13）[191]。
- 18日
  - NHK特集ドラマとして、朝井まかて作の小説を原作とする『眩（くらら）〜北斎の娘〜』（大森美香脚本、宮崎あおい主演）を放送。
  - TBS系にて、橋田壽賀子脚本による人気ドラマシリーズ『渡る世間は鬼ばかり』（泉ピン子主演）が、連続ドラマ（1990年 - 2011年）終了後、3回目となるスペシャルドラマ（20:00 - 22:54）を放送[192]。
- 19日（18日深夜） - 日本テレビ「シンドラ」第2弾として、田岡りき作の漫画を原作とする日常生活ドラマ『吾輩の部屋である』を放送開始。
- 20日 - 日本テレビ系「水曜ドラマ」枠で2016年10月期に放送された、宮木あや子の小説を原作とした石原さとみ主演のワーキングドラマ『地味にスゴイ! 校閲ガール・河野悦子』のスペシャル版『地味にスゴイ!DX 校閲ガール・河野悦子』をこの日放送（21:00 - 22:54）。『DX』ではシリーズから1年後を描き、新たなキャストには、編集長役で木村佳乃が出演[193]。
- 21日 - 平成29年日本民間放送連盟賞の発表がこの日行われ、同賞の番組部門・テレビドラマ番組の最優秀賞作品に、TBS系で前年10月期に「火曜ドラマ」枠で放送された『逃げるは恥だが役に立つ』（脚本：野木亜紀子・主演：新垣結衣）が選ばれた[194]。
- 23日 - NHK総合「土曜時代ドラマ」第3作として、森本梢子作の漫画を原作とする『アシガール』を放送開始（全12回、 - 12月16日）。脚本は宮村優子が手掛け、主演は黒島結菜。
- 25日 - TBS系にてスペシャル時代劇『名奉行!遠山の金四郎』を放送（20:00 - 22:54）。主人公・遠山金四郎役を松岡昌宏（TOKIO）が演じた[195]。
- 27日
  - TBS系「水ドラ!!」が『わにとかげぎす』の最終回（23:56 - 翌0:26）の放送終了をもって廃枠、足掛け2年・8作品にわたる歴史に幕。
  - テレビ東京系にて、中山七里の小説を原作とするスペシャルドラマ『テミスの剣』（上川隆也主演）を放送（21:00 - 23:08）、上川は約10年ぶりに同局系のドラマに出演[196]。
- 30日 - NHK連続テレビ小説『ひよっこ』がこの日最終回（第26週・156回）を放送。全26週・156回の平均視聴率はは20.4%（ビデオリサーチ調べ、関東地区・世帯・リアルタイム）で、連続テレビ小説では『あさが来た』以降4作品連続となる20%台を記録した。同日昼には、ドラマの舞台となった茨城県高萩市文化会館にてスペシャルイベント「連続テレビ小説「ひよっこ」ファン感謝祭〜最終回をいっしょに見よう!!〜」を開催[197]、同日昼の総合テレビの再放送の同時上映と、ヒロイン「谷田部みね子」役の有村架純らによるトークショーが行われた[198][199]。

### 10月
- 1日
  - 日本テレビにてこの日未明（9月30日深夜）、若手お笑い芸人のネタを題材にドラマを制作するスペシャル番組『ネタドラ 〜漫才・コントを原作にドラマ化〜』を放送（1:25 - 1:55）。同番組では尼神インター、かもめんたる、ゆりやんレトリィバァの計3組の芸人のネタを題材としたドラマを芸人自身が脚本・監督・主演をそれぞれ務めた[200]。
  - 日曜朝枠の新報道情報番組『サンデーLIVE!!』（テレビ朝日・朝日放送・メ〜テレ共同制作・5:50 - 8:30、一部地域では6:20飛び乗り）の立ち上げに伴う改編により、長年にわたり7:30 - 8:00・8:00 - 8:30で放送してきた東映制作の老舗特撮番組枠「スーパーヒーロータイム」[注 15] を9:00 - 9:30枠に繰り下げ。8:00 - 8:30の『仮面ライダービルド』は9:00 - 9:30、また7:30 - 8:00の『宇宙戦隊キュウレンジャー』は9:30 - 10:00へそれぞれ移動[201]、放送順が入れ替えとなった。
- 2日
  - NHK連続テレビ小説第97作『わろてんか』（NHK大阪放送局制作、脚本：吉田智子）放送開始。ヒロインの「藤岡てん」役は葵わかなが演じる（ - 2018年3月31日）[202][203]。初回視聴率は20.8%（ビデオリサーチ調べ、関東地区・世帯・リアルタイム）を記録した[204]。
  - テレビ朝日系「帯ドラマ劇場」の第2弾として、黒柳徹子[注 16] の半生を描いた伝記ドラマ『トットちゃん!』を制作・放送。脚本は大石静が手掛け[205]、黒柳の母・黒柳朝役は松下奈緒[205]、黒柳役は清野菜名[206]（幼少期は豊嶋花）、父・黒柳守綱役は山本耕史[205][206]（ - 12月22日）。
- 3日・10日（2・9日深夜） - フジテレビで火曜0:25 - 1:25（月曜深夜）枠に新設される2部構成の実験番組枠『ブレイクマンデー24』の第1弾として、香里奈主演のラブコメディードラマ『アイ 〜私と彼女と人工知能〜』（全2話、前編：3日0:25 - 1:25、後編：10日0:35 - 1:35）を放送[207]。
- 3日 - BSジャパンにて、池波正太郎の短編小説を原作とする時代劇ドラマ『池波正太郎時代劇 光と影』を放送開始（毎月第1・2火曜20:00 - 20:54）[208]。
- 4日
  - BS-TBSで時代劇ドラマ『水戸黄門』が放送開始（ - 12月6日）（水曜19:00 - 19:55）。第6代「水戸光圀」役には武田鉄矢（歌手（海援隊）・俳優）が登板。同作は、東北地方の太平洋側を舞台に、江戸から八戸までの世直し旅で展開[209]。また佐々木助三郎（助さん）役に財木琢磨、渥美格之進（格さん）役に荒井敦史をそれぞれ起用[210]。
  - テレビ東京系にて、真山仁の社会派長編『標的』を原作とするスペシャルドラマ『巨悪は眠らせない 特捜検事の標的』（玉木宏主演）を放送（21:00 - 22:48）[211][212]。
  - 日本テレビ系「水曜ドラマ」の10月期作品として、金城一紀脚本・綾瀬はるか主演のアクションホームドラマ『奥様は、取り扱い注意』を制作・放送（ - 12月6日）[213]。
- 5日 - 読売テレビ制作・日本テレビ系「木曜ドラマ」の10月期作品として、ジャーナリストの中村竜太郎（元週刊文春記者）監修による、不倫をテーマとしたヒューマンドラマ『ブラックリベンジ』を放送（ - 12月8日〈金〉[214]）。主演は木村多江[215]。
- 6日・13日・29日 - テレビ朝日系「木曜ドラマ」枠で2014年4月期に放送された、金城一紀の小説を原作とした小栗旬主演の刑事ドラマ『BORDER』が、スペシャルドラマ『BORDER 贖罪』として、29日21:00 - 22:54[注 17] に放送[216][217]。ドラマスペシャルに先立って、6・13日両日とも23:15 - 翌0:15に2週連続スピンオフドラマ『BORDER 衝動〜検視官・比嘉ミカ〜』を放送[217]。
- 7日
  - 東海テレビ制作・フジテレビ系「オトナの土ドラ」の10月期作品として、清水有生脚本・真矢ミキ主演の社会派人情ドラマ『さくらの親子丼』を放送（ - 11月25日）[218]。
  - CBC制作・TBS系にて、織田信長を題材にしたドラマ『父、ノブナガ。』（田辺誠一・竹中直人ダブル主演）をこの日14時から放送。
  - BSジャパンが土曜21時枠に新設する「連続ドラマJ」枠の第1回作品として、浅田次郎の小説をドラマ化した『浅田次郎 プリズンホテル』を放送開始。主演は田中直樹（ココリコ）、共演は柄本明ら[219]（ - 12月16日）。
- 8日
  - テレビ東京系「土曜ドラマ24」の10月期作品として、青木U平の漫画（ヤングマガジン連載）を原作とする『フリンジマン〜愛人の作り方教えます〜』（主演：板尾創路）を放送[220]（ - 12月24日）。
- 9日 - BS日テレにて、落語家で長寿演芸番組『笑点』終身名誉司会者の桂歌丸の半生を描く2時間のスペシャルドラマ『BS笑点ドラマスペシャル 桂歌丸』を放送（19:00 - 20:54）。歌丸（椎名巌）役は歌舞伎俳優の二代目尾上松也が演じた[221] ほか、祖母役を泉ピン子、妻・富士子役を水川あさみがそれぞれ演じる[222]。
- 12日
  - テレビ朝日系「木曜ドラマ」には、10月期恒例の米倉涼子主演の医療ドラマシリーズ『ドクターX〜外科医・大門未知子〜』（第5シリーズ）を放送開始（ - 12月14日）。放送と同時に、今作を含む全シリーズを世界200か国以上で配信[223]。
  - フジテレビ系「木曜劇場」の10月期作品として、井浦秀夫の漫画（ビッグコミックオリジナル連載）を原作とする、浅野忠信主演の刑事ドラマ『刑事ゆがみ』を制作・放送（ - 12月14日）。浅野は同作が民放連続ドラマ初主演で、バディを組む新人刑事役には神木隆之介を起用[224]。
- 13日 - TBS系「金曜ドラマ」の10月期作品として、2015年10月期に同枠で放送され好評を博した、鈴ノ木ユウの漫画を原作とする綾野剛主演の医療ドラマシリーズ『コウノドリ』（第2シリーズ）を制作・放送（ - 12月22日）。星野源、松岡茉優、大森南朋らも前作に引き続いて出演する。[225][226]。
- 14日
  - 日本テレビ系「土曜ドラマ」の10月期作品として、福田靖脚本・櫻井翔（嵐）主演の社会派学園ドラマ『先に生まれただけの僕』を制作・放送（ - 12月16日）。共演は蒼井優、多部未華子ほか[227]。
  - 9月終了の情報バラエティ番組『SmaSTATION!!』の後枠として、ドラマ枠「土曜ナイトドラマ」（23:05 - 23:59）を復活[228]。復活第1作は、三浦春馬主演の学園ドラマ『オトナ高校』[229]。なお、同枠が設置されるのは2000年4月 - 2001年9月以来16年ぶりとなる（ - 12月9日）。
  - テレビ東京系
    - 「ドラマ24」の10月期作品として、観月昴原作・奥道則作画の漫画（漫画ゴラクスペシャル連載）を原作にした『新宿セブン』をドラマ化し放送（ - 12月23日）。主演は上田竜也（KAT-TUN）[230]。
    - 「ドラマ25」枠の10月期作品として、高杉真宙と葉山奨之のダブル主演による、此元和津也の漫画（別冊少年チャンピオン連載）を原作にした『セトウツミ』をドラマ化し放送（ - 12月23日）[231]。
- 15日
  - TBS系「日曜劇場」の10月期作品として、池井戸潤の小説を原作とした企業ドラマ『陸王』（役所広司主演）を放送開始[232]（ - 12月24日。初回は21:00 - 22:48（54分拡大））。共演に山﨑賢人、竹内涼真、阿川佐和子、寺尾聰ら。
  - 日本テレビ系「日曜ドラマ」の10月期作品として、藤石波矢の小説を原作とするディーン・フジオカと武井咲W主演のサスペンスドラマ『今からあなたを脅迫します』を制作・放送（ - 12月17日。初回は22:30 - 23:40（15分拡大））[233]。
  - テレビ朝日系では、「木曜ミステリー」10・1月期恒例のシリーズ『科捜研の女 season17』（沢口靖子主演）を19日から放送開始（ - 2018年3月22日）するのに先駆け、この日『科捜研の女スペシャル』を21:00 - 22:54枠にて放送。
- 16日（15日深夜）- 朝日放送にて、AbemaTVとの共同制作ドラマ『ハケンのキャバ嬢・彩華』が放送開始（主演は夏菜、全10回 - 12月18日）。AbemaTVでは10月9日より先行配信されている[234]。
- 17日
  - 関西テレビ制作「火9」枠の10月期作品として、井上真央主演のヒューマンサスペンスドラマ『明日の約束』（脚本：古家和尚）を制作・放送（ - 12月19日）。井上は2015年のNHK大河ドラマ『花燃ゆ』以来2年ぶりの連続ドラマ主演作となる[235]。
  - TBS系「火曜ドラマ」の10月期作品として、宮藤官九郎脚本・小泉今日子主演の女子刑務所を舞台とするヒューマンコメディドラマ『監獄のお姫さま』を制作・放送（ - 12月19日）[236]。
- 18日 - テレビ朝日系水曜9時枠刑事ドラマ枠、10・1月期恒例のシリーズ『相棒 season16』（水谷豊・反町隆史ダブル主演）を放送開始（ - 2018年3月14日）。
- 20日（19日深夜）
  - テレビ東京系
    - 「木ドラ25」（金曜1:00 - 1:30〈木曜深夜〉）の10月期作品として、秋元康原案・けやき坂46主演の密室サスペンスドラマ『Re:Mind』をこの日から放送開始（ - 12月29日）。
    - 「金曜8時のドラマ」の10月期作品として、荻原浩の小説を原作とする沢村一樹主演の企業ドラマ『ユニバーサル広告社〜あなたの人生、売り込みます!〜』を放送（ - 12月1日）。

  - テレビ朝日系「金曜ナイトドラマ」の10月期作品として、絹田村子の漫画を原作とする『重要参考人探偵』を放送開始（ - 12月8日）。主演は玉森裕太（Kis-My-Ft2）、共演に古川雄輝、小山慶一郎（NEWS）ら。
- 22日 - CS放送・フジテレビTWOにてこの日、「第4回ドラマ甲子園」大賞受賞作品『青い鳥なんて』（栗林由子監督・脚本）をテレビ初放送。主演は飯豊まりえが務め、共演に杉野遥亮、中村ゆりから（23:00 - 23:50）[237]。
- 23日 - フジテレビ系「月9」枠の10月期作品として、黒沢久子脚本・篠原涼子主演のヒューマンコメディドラマ『民衆の敵〜世の中、おかしくないですか!?〜』を制作・放送（ - 12月25日）。同作が「月9」初主演となる篠原は新米市議会議員役を演じる。共演は高橋一生、石田ゆり子、古田新太、前田敦子ら[238][注 18]。
- 29日・11月5日 - NHK BSプレミアムにて、2016年に放送された湊かなえ原作・工藤夕貴主演の『山女日記』の続編を2週連続で放送。1週目は「山フェスに行こう〜常念岳」、2週目は「アルプスの女王〜燕岳」をそれぞれ放送する[240]。
- 30日 - TBS系『月曜名作劇場』にて、内田康夫原作による、探偵・浅見光彦を主人公とする人気トラベルミステリーシリーズ『浅見光彦シリーズ』の最新作『漂泊の楽人 越後〜沼津 哀しき殺人者』を放送。なお、同作からタイトル名を『新・浅見光彦シリーズ』とし、平岡祐太が同局系の4代目浅見役を演じ、浅見の母親役を竹下景子が演じるなど、レギュラーキャスティングも一新[241][242]。

### 11月
- 3日
  - NHK Eテレにて、放送開始から20周年を迎えた同局人気アニメ『おじゃる丸』を実写化したスペシャルドラマ『おじゃる丸スペシャル アニメじゃないでおじゃる?』を放送（18:00 - 18:10）。主演はカリスマ店員でモデルのゆうたろうで、共演はお笑いタレント・あばれる君ほか[243]。
  - NHK BSプレミアムにて、この日の20時枠で『赤ひげ診療譚』（山本周五郎）を原作とする 『赤ひげ』を放送開始（ - 12月22日）。主役の新出去定には船越英一郎が起用される。なお、NHKでは1972年に小林桂樹主演で『赤ひげ (1972年のテレビドラマ)』 を制作・放送しており、本作は45年ぶりのリメーク作品となる[244]。
- 12日 - NHK BSプレミアム「プレミアムドラマ」枠にて、業田良家の漫画を原作とする『男の操』を放送開始（全7回、 - 12月16日）。主人公の演歌歌手「五木みさお」役に浜野謙太を起用、共演は倉科カナ、川栄李奈ほかで、劇中歌は原作者である業田、作曲はつんく♂が手掛ける[245]。
- 17日 - NHK総合「ドラマ10」にて、諏訪貴子の小説『町工場の娘』を原作とするヒューマンドラマ『マチ工場のオンナ』（NHK名古屋放送局制作、大島里美脚本、内山理名主演）を放送開始（全7回、 - 12月29日）。内山は同作がNHK連続ドラマ初主演となるほか、共演に舘ひろし、永井大、竹中直人ら[246] で、主題歌は松田聖子が歌う「新しい明日」で、松田がNHKドラマで主題歌を歌うのも本作が初[247]。
- 25日 - NHK総合『大河ファンタジー・精霊の守り人III 最終章』（原作：上橋菜穗子、綾瀬はるか主演）放送開始（全9回、 - 2018年1月27日）。
- 27日〜30日 - NHK Eテレのティーンズ向け教養バラエティ番組『Rの法則』にて、同番組とNHK主催のロボットコンテスト『アイデア対決・全国高等専門学校ロボットコンテスト』とのコラボレーションによる特別ドラマ『大江戸ロボコン』を同番組内にて4日連続で放送。出演は吉本実憂ほか[248]。

### 12月
- 1日 - 東海テレビは、2日1:40 - 2:40（1日深夜）に東海地区ローカルで放送を予定していた、自社制作の深夜ドラマ『さくらの親子丼』（10月7日から11月25日まで「オトナの土ドラ」枠で全国放送、前述）の最終回完全版について、主題歌を担当したヒップホップユニット「Hilcrhyme」のメンバーが大麻取締法違反で静岡県警察に現行犯逮捕されたことを受け、放送を中止するとTwitter上で発表[249]。さらにフジテレビオンデマンド（FOD）での見逃し配信も停止した[250]。
- 2日 - 東海テレビ制作・フジテレビ系「オトナの土ドラ」の12月期作品として、知英主演のSFドラマ『オーファン・ブラック〜七つの遺伝子〜』を放送（全8回、 - 2018年1月27日）。
- 15日 - 日本テレビ系『火曜サスペンス劇場』の人気シリーズ『追跡（5）』などのドラマ作品の脚本を手掛けた、女流脚本家の島田満がこの日、病気のため死去（58歳没）[251]。
- 16日
  - テレビ朝日系にて、二上剛の小説を原作とするスペシャルミステリードラマ『黒薔薇 〜刑事課強行犯係 神木恭子〜』（岸谷五朗・貫地谷しほりのダブル主演）を放送（22:00 - 翌0:08）。当初、3月19日の『日曜エンタ・最終回』で放送予定であったが、『日曜エンタ・最終回』の前述の渡瀬恒彦追悼特番へのラインナップ変更で延期となっていた[50]。
  - 『天下御免』（1971年、NHK総合）や『夢千代日記』（1981年、同）など数々のドラマ作品の脚本を手掛けた脚本家の早坂暁が、この日、腹部大動脈瘤破裂のため逝去（88歳没）[252]。
- 17日 - テレビ朝日系にて、飯田裕久の小説を原作とするスペシャル刑事ドラマ『ヘヤチョウ』（内野聖陽主演）を放送（21:00 - 22:54）[253]。
- 21日・28日 - 読売テレビ・日本テレビ系「木曜ドラマF」枠にて、石田衣良の小説を原作とするスペシャルサスペンスドラマ『眠れぬ真珠〜まだ恋してもいいですか?〜』を放送。出演は藤原紀香、鈴木伸之ら[254]。
- 26日 - NHK総合にて、又吉直樹（お笑い芸人（ピース）、小説家）が初めて脚本を担当した、東京・渋谷を舞台に描くスペシャルドラマ『許さないという暴力について考えろ』を放送（22:00 - 22:50）。出演は森川葵ほか[255]。
- 28日 - 日本テレビ・三船プロダクション製作の時代劇『桃太郎侍』（1967年 - 1968年）、テレビ朝日・東映製作の時代劇『人形佐七捕物帳（1977年）を始め数々のテレビドラマ・映画に出演し、バラエティ番組でも活躍した女優の真屋順子が長い闘病生活の末、この日死去（75歳没）[256]。
- 30日 - 劇団『ミスタースリムカンパニー』創立者で、 1993年から1994年にかけて放送したNHK大河ドラマ『炎立つ』や同局『阿修羅のごとく』など数々のテレビドラマへの出演でも知られた俳優の深水三章が、この日早朝に東京都内の自宅前で倒れているところを新聞配達員に発見され、病院に搬送されたが虚血性心不全のため死去したことが確認された（70歳没）[257]。
- 31日 - テレビ東京系は大晦日特番として松重豊主演の『孤独のグルメ大晦日スペシャル〜食べ納め!瀬戸内出張編〜』を放送（22:00 - 23:30）[258]。ドラマ内では異例となる生中継も実施、原作者である久住昌之も生出演した[259]。

### 2018年以降のテレビドラマに関する動向
- 2月22日 - NHKはこの日、2018年4月2日放送開始の連続テレビ小説第98作として、高度成長期時代の女性の姿を描いた『半分、青い。』の製作を発表。北川悦吏子のオリジナル脚本[260] で、ヒロインの「楡野鈴愛」役は永野芽郁が演じる（ - 同年9月30日、全156回）[261]。
- 4月3日 - NHKはこの日、2019年度の大河ドラマのタイトルが『いだてん〜東京オリムピック噺〜』に、主演が中村勘九郎（金栗四三役）と阿部サダヲ（田畑政治役）に決まったことを発表。合わせて大河ドラマとしては初めて4Kで製作することも発表された[262]。
- 4月17日 - TBSはこの日、福井県立福井商業高等学校のチアリーダー部をモデルに、2017年に映画化された『チア☆ダン』の連続ドラマ化を発表した。同作品は2018年7月期「金曜ドラマ」枠で放送された[263]。
- 6月2日 - フジテレビはこの日、柴田錬三郎の豪剣小説を原作とする時代劇『眠狂四郎』を、田村正和主演でスペシャルドラマ『眠狂四郎 The Final』（フジテレビ・東映制作）として制作・放送することを発表。田村は1972年版（関西テレビ・東映制作）以来44年ぶりに眠狂四郎役を演じた[264]（2月17日放送）。
- 6月9日 - TBSはこの日、「日曜劇場」の2018年1月期作品として、2016年4月期に放送され好評を博した松本潤（嵐）主演の弁護士ドラマシリーズ『99.9-刑事専門弁護士- SEASONII』を制作・放送することを発表した。同作は日曜劇場が1993年4月に連続ドラマ枠に転換してから100作目となり、新たな共演者に木村文乃が起用された[265][266]。
- 8月23日 - 関西テレビはこの日、『大阪環状線 ひと駅ごとの愛物語』の第3弾『大阪環状線 Part3 ひと駅ごとのスマイル』、2018年1月から3月まで放送する予定を発表[267]。
- 9月1日 - NHKはこの日、特集ドラマ『どこにもない国』に、主演が内野聖陽に決まったことを発表[268]。
- 9月11日 - TBSはこの日、「金曜ドラマ」の2018年1月期作品として、石原さとみ主演の法医学をテーマとした医療サスペンスドラマ『アンナチュラル』を制作・放送することを発表した。脚本は同局系『逃げるは恥だが役に立つ』（2016年）で知られる野木亜紀子が担当[269][270]。
- 10月7日 - WOWOWはこの日、「連続ドラマW」の2018年1月期作品として、周良貨原作・能田茂作画の漫画を原作とするドラマ『監査役野崎修平』を制作・放送することを発表した。主演は織田裕二。共演に古谷一行、岸谷五朗、松嶋菜々子ら[271][272]。
- 10月17日 - テレビ東京はこの日、「木ドラ25」の2018年1月期作品として、ONEのSF漫画を原作とする濱田龍臣主演のドラマ『モブサイコ100』を制作・放送することを発表した[273]。
- 10月19日 - テレビ朝日はこの日、「木曜ドラマ」の2018年1月期作品として、木村拓哉主演のドラマ『BG〜身辺警護人〜』を制作・放送することを発表[274]。
- 11月1日
  - NHKはこの日、2019年度の大河ドラマ『いだてん〜東京オリムピック噺〜』の出演者第1陣を発表。金栗四三（中村勘九郎）の妻・春野スヤ役は綾瀬はるか、嘉納治五郎役は役所広司がそれぞれ演じるほか、大竹しのぶ、生田斗真、中村獅童、ピエール瀧らの出演が発表された[275][276][注 19]。
  - 日本テレビはこの日、「日曜ドラマ」の2018年1月期作品として、山崎賢人主演の『トドメの接吻』を制作・放送することを発表[277]。
  - TBSはこの日、「火曜ドラマ」の2018年1月期作品として、天堂きりんの漫画を原作とする『きみが心に棲みついた』を制作・放送することを発表。主演は、同作が連続ドラマ初主演となる吉岡里帆。共演は桐谷健太、向井理ほか。
- 11月6日
  - 日本テレビはこの日、「シンドラ」の2018年1月期作品として、藤井流星・濵田崇裕主演の『卒業バカメンタリー』を制作・放送することを発表。
  - 日本テレビはこの日、「土曜ドラマ」の2018年1月期作品として、山田涼介主演の『もみ消して冬〜わが家の問題なかったことに〜』を制作・放送することを発表。
- 11月7日
  - フジテレビはこの日、「月9」の2018年1月期作品として、東村アキコの漫画を原作とする『海月姫』（主演：芳根京子）を制作・放送することを発表。
  - NHKはこの日、「ドラマ10」の2018年1月期作品として、坂木司の小説を原作とする『女子的生活』（主演：志尊淳）を制作・放送することを発表。
- 11月8日 - フジテレビはこの日、「木曜劇場」の2018年1月期作品として、深田恭子・松山ケンイチ主演の『隣の家族は青く見える』を制作・放送することを発表。
- 11月14日
  - 日本テレビはこの日、「水曜ドラマ」の2018年1月期作品として、広瀬すず主演の『anone』を制作・放送することを発表。
  - NHK大阪放送局はこの日、2018年10月期開始のNHK連続テレビ小説第99作として、日清食品創業者の安藤百福夫妻をモデルに福田靖が脚本を担当する『まんぷく』の製作・放送を発表[278]。
- 11月20日 - NHKはこの日、2019年4月期開始の連続テレビ小説第100作として、広瀬すず主演の『なつぞら』の製作・放送を発表[279][280]。なお、NHKはこの月だけで『まんぷく』『夏空』と2作品もの朝ドラ新作を発表する形となった。
- 11月21日
  - テレビ朝日はこの日、2018年1月期開始の帯ドラマ劇場第3作として、宝塚歌劇団を経て、昭和を代表するシャンソン歌手として活躍した越路吹雪（1924年 - 1980年）の生涯を描いた、瀧本美織主演の『越路吹雪物語』の製作・放送を発表。
  - 関西テレビはこの日、同局制作・フジテレビ系「火9」の2018年1月期作品として、亀梨和也（KAT-TUN）主演の『FINAL CUT』を制作・放送することを発表。
- 11月27日 - 東海テレビはこの日、「オトナの土ドラ」の2018年2月作品として、滝沢秀明主演の『家族の旅路〜家族を殺された男と殺した男〜』を制作・放送することを発表。

## 2017年のテレビドラマ

### NHKの主なテレビドラマ

#### 特集ドラマ (NHK)
総合テレビのスペシャルドラマ
- 新春ドラマスペシャル 富士ファミリー2017
  - 1月3日
  - 作：木皿泉
  - 出演：薬師丸ひろ子、小泉今日子、ほか

- 眩〜北斎の娘〜
  - 9月18日
  - 原作：朝井まかて「眩（くらら）」
  - 出演：宮崎あおい、松田龍平、三宅弘城、余貴美子、野田秀樹、長塚京三、ほか

- Home Sweet Tokyo（公式サイト）
  - 12月3日 - 12月24日（全4回）
  - 演出：吉田照幸
  - 出演：BJ・フォックス、木村佳乃、渡辺哲、アイラ・ローズ

- 許さないという暴力について考えろ（公式サイト）
  - 12月26日
  - 作：又吉直樹
  - 出演：森川葵、森岡龍、ほか

- ちょい☆ドラ2017〜人生でエモいことは10分で起こる〜（公式サイト）
  - 12月28日
  - 出演：加藤諒（ナビゲーター）、竹達彩奈、ほか

土曜ドラマスペシャル（NHK総合）
- 1942年のプレイボール
  - 8月12日
  - 作：八津弘幸
  - 出演：太賀、勝地涼、忽那汐里、斎藤嘉樹、福山康平、須田亜香里（SKE48）、宮崎美子、でんでん、ほか

- OH LUCY! - 制作：Meridian Content
  - 9月16日
  - 作：平栁敦子
  - 出演：寺島しのぶ、忽那汐里、ジョシュ・ハートネット、役所広司、南果歩、ほか

NHKスペシャル
- 龍馬 最後の30日
  - 11月19日
  - 脚本：相沢友子
  - 出演：新井浩文、伊藤淳史、宇梶剛士、苅谷俊介、筒井道隆、ほか

Eテレのスペシャルドラマ
- おじゃる丸スペシャル アニメじゃないでおじゃる?
  - 11月3日
  - 原案：犬丸りん
  - 出演：ゆうたろう、あばれる君、五味優人、田牧そら、村山光次郎、ほか

- ロボコン30年記念ドラマ Rの法則スペシャル 大江戸ロボコン（公式サイト）
  - 11月27日 - 11月30日（『Rの法則』内）、12月2日（一挙放送）
  - 出演：岸優太（ジャニーズJr.）、吉本実憂、和田聰宏、村上新悟、矢島舞美、前川泰之、つるの剛士、山口達也、ほか

BSプレミアムのスペシャルドラマ
- 返還交渉人 〜いつか、沖縄を取り戻す〜
  - 8月12日
  - 作：西岡琢也
  - 原案：宮川徹志「僕は沖縄を取り戻したい 異色の外交官・千葉一夫」
  - 出演：井浦新、戸田菜穂、尾美としのり、中島歩、佐野史郎、大杉漣、石橋蓮司、ほか

- ショートショート木皿泉劇場「道草」
  - 12月9日、16日
  - 作：木皿泉
  - 原作：木皿泉「ON THE WAY COMEDY 道草」
  - 出演：マキタスポーツ、加賀美幸子（声の出演）、門脇麦、鹿賀丈史、杉本哲太、ほか

- 龍馬の遺言
  - 12月29日
  - 作：相沢友子
  - 出演：新井浩文、伊藤淳史、宇梶剛士、苅谷俊介、筒井道隆、ほか

### 日本テレビ系の主なテレビドラマ

#### スペシャルドラマ (日本テレビ系)
- 愛を乞うひと - 制作：読売テレビ・テレパック
  - 1月11日
  - 原作：下田治美「愛を乞うひと」（角川文庫）
  - 出演：篠原涼子、広瀬アリス、鈴木梨央、杉本哲太、ムロツヨシ、寺島進、上川隆也、ほか
- ゆとりですがなにか 純米吟醸純情編
  - 7月2日・9日
  - 脚本：宮藤官九郎
  - 出演：岡田将生、松坂桃李、柳楽優弥、安藤サクラ、蒼井優、ほか
- 24時間テレビ40ドラマスペシャル 時代をつくった男 阿久悠物語
  - 8月26日
  - 出演：亀梨和也、松下奈緒、田中圭、和田正人、加藤シゲアキ、八嶋智人、ほか
- 地味にスゴイ!DX 校閲ガール・河野悦子[193]
  - 9月20日
  - 出演：石原さとみ、菅田将暉、木村佳乃、ほか
- ネタドラ 〜漫才・コントを原作にドラマ化〜[200]（公式サイト）
  - 10月1日（9月30日深夜）
  - 脚本・監督・出演：かもめんたる、尼神インター、ゆりやんレトリィバァ
  - ナビゲーター：畑下由佳（日本テレビアナウンサー）
- 眠れぬ真珠〜まだ恋してもいいですか?〜[254]- 制作：読売テレビ・ケイファクトリー（公式サイト）
  - 12月21日・28日
  - 原作：石田衣良「眠れぬ真珠」（新潮文庫）
  - 出演：藤原紀香、鈴木伸之、水沢エレナ、佐野ひなこ、朝加真由美、升毅、ほか

#### スペシャルドラマ（NNN系列局）
- 名駅1丁目1番1号 〜人と、幸せを、つなぐ場所。〜 - 制作：中京テレビ（公式サイト）
  - 5月13日
  - 出演：足立梨花、高柳明音（SKE48）、ほか
- セブンティーン、北杜 夏 - 制作：山梨放送（公式サイト）
  - 6月4日
  - 出演：堀春菜、本間淳志、寺田農、ほか

### テレビ朝日系の主なテレビドラマ

#### スペシャルドラマ (テレビ朝日系)
- 不機嫌な果実スペシャル〜3年目の浮気〜 - 制作：MMJ
  - 1月6日・13日
  - 原作：林真理子「不機嫌な果実」（文春文庫）
  - 出演：栗山千明、市原隼人、高梨臨、稲垣吾郎、山本裕典、南沢奈央、MEGUMI、ほか[9]
- 探偵少女アリサの事件簿 - 制作：オスカープロモーション（公式サイト）
  - 1月28日[注 20]
  - 原作：東川篤哉「探偵少女アリサの事件簿 溝ノ口より愛をこめて」（幻冬舎文庫）
  - 出演：本田望結、田中圭、名取裕子、ほか
- 二夜連続ドラマスペシャル アガサ・クリスティ そして誰もいなくなった
  - 3月25日・26日
  - 原作：アガサ・クリスティ「そして誰もいなくなった」
  - 出演：仲間由紀恵、向井理、柳葉敏郎、余貴美子、國村隼、藤真利子、大地真央、橋爪功、津川雅彦、渡瀬恒彦、ほか
- 人間の証明[62]
  - 4月2日
  - 原作：森村誠一「人間の証明」（角川文庫）
  - 出演：藤原竜也、緒形直人、宅麻伸、堀井新太、中原丈雄、草笛光子、鈴木京香、ほか
- ドラマスペシャル 警部補・碓氷弘一〜殺しのエチュード〜 - 制作：5年D組（公式サイト）
  - 4月9日
  - 原作：今野敏「エチュード」（中央公論新社刊）
  - 出演：ユースケ・サンタマリア、相武紗季、滝藤賢一、三浦貴大、畑芽育、紺野まひる、羽場裕一、佐野史郎、ほか
- BORDER 衝動〜検視官・比嘉ミカ〜- 制作：5年D組（公式サイト）
  - 10月6日・13日
  - 出演：波瑠、工藤阿須加、石丸幹二、ほか
- BORDER 贖罪- 制作：5年D組（公式サイト）
  - 10月29日[注 17]
  - 出演：小栗旬、青木崇高、波瑠、遠藤憲一、古田新太、滝藤賢一、野間口徹、浜野謙太、大森南朋、ほか
- 最後の同窓会 - 制作：大映テレビ（公式サイト）
  - 11月26日[注 21]
  - 脚本：岡田惠和
  - 出演：市村正親、片岡鶴太郎、でんでん、松坂慶子、ほか
- 黒薔薇 刑事課強行犯係 神木恭子 - 制作：オフィス・ヘンミ・クリエイティブ（公式サイト）
  - 12月16日[注 22]
  - 原作：二上剛「黒薔薇〜刑事課強行犯係 神木恭子」（講談社）
  - 出演：貫地谷しほり、岸谷五朗、ほか
- ヘヤチョウ - 制作：東映（公式サイト）[253]
  - 12月17日
  - 原作：飯田裕久「地取り」「検挙票」（朝日新聞出版）
  - 出演：内野聖陽、武田梨奈、平田満、吹越満、奥貫薫、石橋蓮司、ほか
- 松本清張 鬼畜 - 制作：東映（公式サイト）
  - 12月24日
  - 原作：松本清張「鬼畜」（文春文庫）
  - 出演：玉木宏、常盤貴子、木村多江、橋爪功、ほか
- 新シリーズ制作記念!朝まで『特命係長 只野仁』クリスマススペシャル - 制作：MMJ（公式サイト）
  - 12月25日（24日深夜）
  - 原作：柳沢きみお「特命係長 只野仁 ファイナル」（日刊ゲンダイ）
  - 出演：高橋克典、櫻井淳子、永井大、ほか
- 年の瀬 変愛ドラマ 初夜 暇なJD・三田まゆ（公式サイト）
  - 12月28日（12月27日）
  - 原案：暇な女子大生（@bored_jd）
  - 出演：池田エライザ、柾木玲弥、秋元龍太朗
- 年の瀬 変愛ドラマ 第二夜 ぼくは愛を証明しようと思う。（公式サイト）[284]
  - 12月29日（28日深夜）
  - 原作：藤沢数希「ぼくは愛を証明しようと思う。」（幻冬舎）
  - 出演：滝藤賢一、堀井新太

##### スペシャルドラマ (ANN系列局)
- ボクのお年玉はどこ? - 制作：メ〜テレ（公式サイト）
  - 1月3日
  - 出演：鈴木福、谷花音、小林星蘭、ほか
- 私の愛した家康さま - 制作：メ〜テレ（公式サイト）
  - 1月28日
  - 出演：大河内奈々子、ほか

### TBS系の主なテレビドラマ

#### スペシャルドラマ (TBS系)
- MBS開局65周年記念新春ドラマ特別企画 しあわせの記憶 - 制作：The icon、毎日放送
  - 1月8日
  - 脚本：大石静
  - 出演：渡辺謙、北川景子、二階堂ふみ、麻生祐未、ほか

- LEADERS 2[56]
  - 3月26日
  - 脚本：八津弘幸
  - 出演：佐藤浩市、内野聖陽、尾上菊之助、郷ひろみ、菅野美穂、山﨑努、ほか

- 居酒屋もへじ ─ありがとう 父ちゃん─
  - 8月28日
  - 脚本：黒土三男
  - 出演：水谷豊、松坂慶子、船越英一郎、岸本加世子、角野卓造、六平直政、石井ふく子、ほか

- ドラマ特別企画 名奉行!遠山の金四郎[195]
  - 9月25日
  - 出演：松岡昌宏、稲森いずみ、加藤雅也、中原丈雄、神山智洋、渡辺麻友、平田満、原田美枝子、北大路欣也、ほか

- 父、ノブナガ。 - 制作：CBCテレビ（公式サイト）
  - 10月7日
  - 出演：田辺誠一、竹中直人、森口瑤子、染野有来、草村礼子、ほか

### テレビ東京系の主なテレビドラマ

#### スペシャルドラマ (テレビ東京系)
- 孤独のグルメ お正月スペシャル〜井之頭五郎の長い一日〜 - 制作協力：共同テレビ（公式サイト）
  - 1月2日
  - 原作：久住昌之、作画・谷口ジロー「孤独のグルメ」（扶桑社）
  - 出演：松重豊、ほか
- 東京センチメンタルSP〜千住の恋〜 - 制作：ホリプロ（公式サイト）
  - 1月3日
  - 脚本：松本哲也
  - 出演：吉田鋼太郎、高畑充希、片桐仁、福士誠治、鈴木杏、小栗旬、ほか
- ハノイ発夜行バス、南下してホーチミン〜ベトナム1800キロ縦断旅 - 制作：テレコムスタッフ（公式サイト）
  - 2月26日
  - 原案：吉田友和「ハノイ発夜行バス、南下してホーチミン〜ベトナム1800キロ縦断旅」（幻冬舎文庫）
  - 出演：滝藤賢一、ほか
- 松本清張 花実のない森（公式サイト） - 制作：The icon
  - 3月29日
  - 原作：松本清張「花実のない森」（光文社文庫）
  - 出演：東山紀之、中山美穂、小澤征悦、相武紗季、渡辺いっけい、鷲尾真知子、大和田獏、中原丈雄、吹越満、寺島進 ほか
- パンセ - 制作：共同テレビ（公式サイト）
  - 4月1日・2日
  - 脚本：木皿泉
  - 出演：Perfume、ほか
- 大沢在昌サスペンス 冬芽の人 - 制作：テレパック（公式サイト）[77]
  - 4月5日
  - 原作：大沢在昌「冬芽の人」（新潮文庫）
  - 出演：鈴木京香、瀬戸康史、小池栄子、高岡早紀、大杉漣、要潤、石丸幹二、ほか
- 破獄 - 制作：ドリマックス・テレビジョン（公式サイト）
  - 4月12日
  - 原作：吉村昭「破獄」（新潮文庫）
  - 出演：ビートたけし、山田孝之、松重豊、寺島進、渡辺いっけい、勝村政信、池内博之、中村蒼、橋爪功、ほか
- GWミステリー特別企画 さすらい署長 風間昭平 ほくと函館湾殺人事件
  - 5月3日
  - 原作：中津文彦「さすらい署長・風間昭平」シリーズ（光文社文庫）
  - 出演：北大路欣也、宇梶剛士、東風万智子、左とん平、神保悟志、山崎樹範、杜澤たいぶん、堀内正美、三浦浩一、浅野温子、ほか
- 松本清張没後25年企画「誤差」 - 制作：オスカープロモーション（公式サイト）
  - 5月10日
  - 原作：松本清張「誤差」（新潮文庫『駅路』所収）
  - 出演：村上弘明、剛力彩芽、陣内孝則、ほか
- ドラマ特別企画 堂場瞬一サスペンス 検証捜査 - 制作：東通企画（公式サイト）
  - 7月5日
  - 原作：堂場瞬一「検証捜査」（集英社文庫）
  - 出演：仲村トオル、市村正親、栗山千明、ほか
- 最上の命医 2017 - 制作：東宝（公式サイト）
  - 8月23日
  - 原作：入江謙三・橋口たかし「最上の命医」「最上の明医 ～ザ・キング・オブ・ニート～」（小学館・少年サンデーコミックス）
  - 出演：斎藤工、草刈正雄、ほか
- 浅田次郎ドラマスペシャル「琥珀」 - 制作：東宝映画（公式サイト）
  - 9月15日
  - 原作：浅田次郎「琥珀」（新潮文庫『夕映え天使』所収）
  - 出演：西田敏行、寺尾聰、ほか
- テミスの剣（公式サイト）
  - 9月27日[196]
  - 原作：中山七里「テミスの剣」（文春文庫）
  - 出演：上川隆也、ほか
- 巨悪は眠らせない 特捜検事の標的（公式サイト）[211][212]
  - 10月4日
  - 原作：真山仁「標的」（文藝春秋）
  - 出演：玉木宏、名取裕子、萩原聖人、羽田美智子、滝沢沙織、田村亮、奥田瑛二、ほか
- 黒い十人の秋山 - 制作協力：吉本興業、ラインバック（公式サイト）
  - 12月26日
  - 出演：秋山竜次（ロバート）、仲里依紗、満島真之介、滝藤賢一、堀内敬子、山内圭哉、ほか
- 孤独のグルメ 大晦日スペシャル〜食べ納め!瀬戸内出張編〜 - 制作協力：共同テレビ（公式サイト）[285]
  - 12月31日
  - 原作：久住昌之、作画・谷口ジロー「孤独のグルメ」（扶桑社）
  - 出演：松重豊、ほか

### フジテレビ系の主なテレビドラマ

#### スペシャルドラマ (フジテレビ系)
- 新春ドラマスペシャル 君に捧げるエンブレム[286]
  - 1月3日
  - 原案：京谷和幸
  - 出演：櫻井翔、長澤まさみ、市原隼人、田中哲司、小林薫、倍賞美津子、かたせ梨乃、安藤政信、香川照之[287]
- トクチョウの女〜国税局特別調査部〜[288]
  - 3月4日
  - 出演：名取裕子、中村芝翫、高田純次、二階堂高嗣（Kis-My-Ft2）、ほか
- 夏樹静子没後1年特別企画 跳びおりる
  - 3月18日
  - 原作：夏樹静子「跳びおりる」（角川文庫）
  - 出演：若村麻由美、三宅裕司、南野陽子、正名僕蔵、ほか
- 炎の経営者 - 制作：ファブ・コミュニケーションズ
  - 3月19日
  - 原作：高杉良「炎の経営者」（文春文庫）
  - 出演：伊原剛志、山口智充、戸田菜穂、柴俊夫、ほか
- ストリートワイズ・イン・ワンダーランド〜事件の方が放っておかない探偵〜（公式サイト）
  - 3月28日（27日深夜）
  - 出演：安藤政信、ほか
- でも、結婚したいっ!〜BL漫画家のこじらせ婚活記〜 - 制作：関西テレビ[289]
  - 4月4日
  - 原作：藤本ハルキ「BL漫画家ですけど結婚していいですか?」（海王社）
  - 出演：栗山千明、佐野ひなこ、藤森慎吾（オリエンタルラジオ）、斉藤慎二（ジャングルポケット）、伊藤修子、要潤
- 女の勲章[101]
  - 4月15日・16日
  - 原作：山崎豊子「女の勲章」（上・下巻）（新潮社）
  - 出演：松嶋菜々子、玉木宏、ミムラ、相武紗季、木南晴夏、駿河太郎、江波杏子、小澤征悦、浅野ゆう子、長塚京三、ほか
- 第29回ヤングシナリオ大賞 リフレイン[290]
  - 12月19日（18日深夜）
  - 脚本：宮﨑翔
  - 出演：葉山奨之、恒松祐里、平子祐希（アルコ&ピース）、中込佐知子、永田崇人、坪倉由幸、山口紗弥加

#### その他のドラマ (フジテレビ)
- 十九歳[291]（公式サイト）
  - 3月27日 - 3月31日（フジテレビTWO ドラマ・アニメ、全5話）、4月6日（5日深夜、関東ローカル）
  - 脚本：青山ななみ
  - 出演：岸井ゆきの、眞島秀和、霧島れいか、小島藤子、丘みつ子、ほか

#### スペシャルドラマ (FNN系列局)
- ショクバの王子様 - 制作：東海テレビ（公式サイト）[292]
  - 3月28日 - 30日（27日 - 29日深夜、全3話）
  - 出演：谷真理佳（SKE48）、山下舞弓、高柳明音（SKE48）、水野勝（BOYS AND MEN）、田中俊介（BOYS AND MEN）、岩崎拓馬、ほか

### BS放送の主なテレビドラマ

#### BS日テレ
- BS笑点ドラマスペシャル 桂歌丸（公式サイト）[221]
  - 10月9日
  - 出演：尾上松也、水川あさみ、泉ピン子、ほか[222]

#### BS朝日
- 時代劇スペシャル 無用庵隠居修行 - 制作：テレビ朝日・BS朝日・松竹（公式サイト）
  - 9月15日（テレビ朝日系では12月24日放送[注 21]）
  - 原作：海老沢泰久「無用庵隠居修行」（文春文庫）
  - 出演：水谷豊、岸部一徳、檀れい、ほか

#### BSフジ
- BARレモン・ハート 春のSP「グッバイ ジョニー」
  - 3月24日
  - 原作：古谷三敏「BARレモン・ハート」
  - 出演：中村梅雀、川原和久、松尾諭、火野正平
- BARレモン・ハート 秋の2時間SP「思い出酒」
  - 10月1日
  - 原作：古谷三敏「BARレモン・ハート」
  - 出演：中村梅雀、川原和久、松尾諭、市毛良枝
- BARレモン・ハート クリスマスSP
  - 12月24日
  - 原作：古谷三敏「BARレモン・ハート」
  - 出演：中村梅雀、川原和久、松尾諭、斉藤暁

#### WOWOW
- WOWOW×Hulu共同製作ドラマ コートダジュールNﾟ10（公式サイト）
  - 11月21日 - 12月19日（20日 - 18日深夜、全5話）
  - 出演：小林聡美、大島優子、ほか

### CS放送の主なテレビドラマ
フジテレビTWO ドラマ・アニメ
- 第4回ドラマ甲子園大賞受賞作品 青い鳥なんて[237]
  - 10月22日
  - 出演：飯豊まりえ、杉野遥亮、中村ゆりか、マキタスポーツ、ほか
- 過ちスクランブル
  - 11月19日
  - 出演：趣里、橋本マナミ、若葉竜也、市川しんぺー、ほか